# Evangelium nach Matthäus

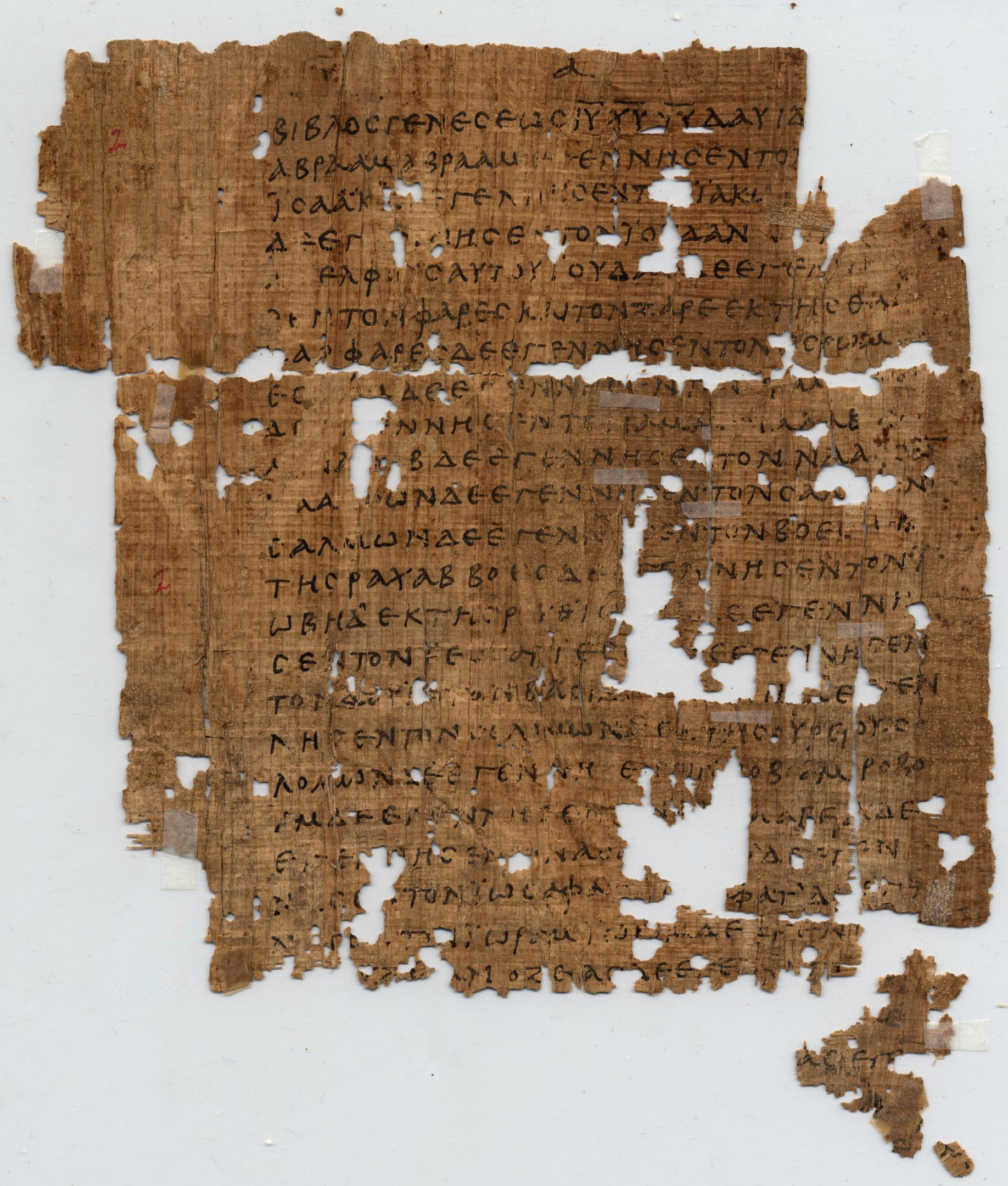
Das 1896/97 in Oxyrhynchos gefundene Papyrusblatt (frühes 3. Jahrhundert) gehört als „ständiger Zeuge erster Ordnung“ zu den wichtigsten Handschriftfragmenten des Matthäusevangeliums. Hier die Vorderseite mit dem Text von.

Das Evangelium nach Matthäus (oder Matthäusevangelium, abgekürzt Mt) ist das erste der vier Evangelien des Neuen Testaments. Der Verfasser nennt seinen Namen im Buch nicht. Der Buchtitel und damit der Verfassername Matthäus wurden erst später hinzugefügt. Durch diesen Titel wird der Verfasser mit einer Person identifiziert, die im Buch als Jünger von Jesus erwähnt wird.
Das Matthäusevangelium stammt aus einem judenchristlichen Milieu in Syrien, entstand nach Mehrheitsmeinung etwa 80/90 n. Chr. und beschreibt Jesus von Nazaret als königlichen Messias sowie als Sohn Gottes. In scharfer Abgrenzung gegen jüdische Autoritäten (Pharisäer) schildert Matthäus, wie sich Jesus dem Volk Israel freundlich und hilfreich zugewandt habe. So habe er die Prophetenworte des Alten Testaments erfüllt. Die Lehre Jesu wird in fünf großen Reden entfaltet, von denen die Bergpredigt am bekanntesten ist. Nachfolge Jesu wird für Matthäus konkret im gerechten Handeln. Nach Ostern sah sich die Gemeinde des Matthäus beauftragt, Menschen aus allen Völkern zu missionieren. Sie wurden durch die Taufe der Ekklesia eingegliedert; die Autorität des Simon Petrus garantierte die authentische Jesustradition. Schon sehr früh rezipierte die mehrheitlich heidenchristliche Großkirche das Buch und machte es zu ihrem Hauptevangelium.
Da die Evangelien nach Matthäus, Markus und Lukas eine ähnliche Darstellung der Jesustradition bieten (Zusammenschau, Synopsis), die sich vom Evangelium nach Johannes unterscheidet, werden diese drei Schriften die Synoptischen Evangelien genannt.

## Buchtitel
| Neues Testament |
| --- |
| Evangelien |
| - Matthäus - Markus - Lukas - Johannes |
| Apostelgeschichte |
| Paulusbriefe |
| - Römer - 1. Korinther - 2. Korinther - Galater - Epheser - Philipper - Kolosser - 1. Thessalonicher - 2. Thessalonicher - 1. Timotheus - 2. Timotheus - Titus - Philemon - Hebräer |
| Katholische Briefe |
| - Jakobus - 1. Petrus - 2. Petrus - 1. Johannes - 2. Johannes - 3. Johannes - Judas                                                                                                 |
| Offenbarung |

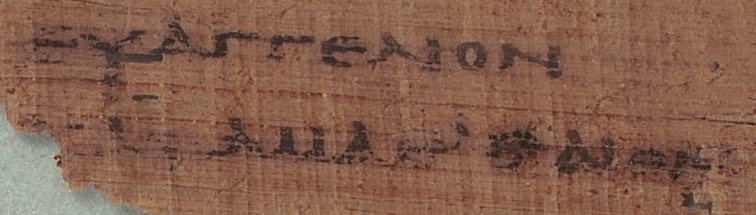
Vorsatzblatt mit dem Schriftzug „Evangelium nach Matthäus“ (2. oder 3. Jahrhundert)

Der griechische Buchtitel lautet εὐαγγέλιον κατὰ Μαθθαῖον euangélion katà Matthaĩon, „Evangelium nach Matthäus“. Er wird schon von Papias von Hierapolis vorausgesetzt; damit war das Buch bereits um das Jahr 100 n. Chr. unter diesem Namen bekannt. Die altkirchliche Überlieferung (Papias-Notiz und Ebionitenevangelium als früheste Zeugen) bezeichnet den im Buch genannten Zöllner Matthäus (Mt 9,9 , Mt 10,3 ) als Autor. Nach Ulrich Luz hat die Exegese bei dieser Frage nur die Wahl zwischen Erklärungen, die alle mit Schwierigkeiten behaftet sind: Dass das Buch ursprünglich einen anderen oder gar keinen Titel hatte, sei ebenso unwahrscheinlich wie die Annahme, dass der Verfasser ein sonst unbekannter Christ namens Mattaj gewesen sei – dieser aramäische Name ist relativ selten. Trotzdem ist der Buchtitel nach Luz jünger als das Buch selbst.
Es ist nicht genau bekannt, wie die Evangelien zu ihrem jeweiligen Buchtitel (inscriptio) kamen. Die christlichen Ortsgemeinden sammelten wohl schon im 1. Jahrhundert wichtige Schriften, z. B. auch die Paulusbriefe, und tauschten sie untereinander. Martin Hengel vermutet, dass einzelne Gemeinden ihren Bücherschrank hatten, in dem Texte aufbewahrt wurden, die zum Verlesen im Gottesdienst, weniger zur privaten Lektüre, vorgesehen waren. Wahrscheinlich, so Hengel, wurden die Titel von jenen Schreibern hinzugefügt, die Kopien der Werke zur Weitergabe an andere Gemeinden anlegten. Außerdem kam es vor, dass mehrere Evangelien zu einem Kodex vereint wurden. Erst 2012 wurde ein Vorsatzblatt mit dem Titel des Matthäusevangeliums publiziert, das als Fragment zu {\displaystyle {\mathfrak {P}}}4 gehört, einem Papyrus, der ansonsten Text aus dem Lukasevangelium enthält.

## Altkirchliche Überlieferung
Über den Verfasser des Evangeliums berichtete Papias von Hierapolis mit Berufung auf einen anonymen Presbyter:

„Matthäus hat nun in hebräischer Sprache die Worte (τὰ λόγια) zusammengestellt, ein jeder aber übersetzte sie, wie er dazu in der Lage war.“

Diese Information, erhalten als Exzerpt des Eusebius aus dem verlorenen Werk des Papias, steht im Widerspruch zu dem Befund, dass das Matthäusevangelium nicht nur auf Griechisch vorliege, sondern auch in dieser Sprache verfasst worden sei. „Stil und Sprachgebrauch sind durch das ganze Buch hindurch von einer Einheitlichkeit, die ein Übersetzer nie erreichen würde.“ Eine hebräische (oder aramäische) Urfassung von Überlieferungskomplexen lasse sich nicht nachweisen. Doch muss die Wendung Ἑβραΐδι διαλέκτῳ Hebraḯdi dialéktō nicht unbedingt als „in hebräischer Sprache“ übersetzt werden; dies sei, wie Josef Kürzinger herausarbeitete, philologisch nicht einmal naheliegend. Gemeint habe Papias „in jüdischer Darstellungsweise“, nämlich eine bestimmte Art, den Stoff zu disponieren. Die altkirchlichen Autoren hätten Papias missverstanden.

## Verfasser, Entstehungszeit und -ort

### Mehrheitsmeinung
In der historisch-kritischen Exegese besteht ein weitgehender Konsens, wonach der Verfasser des Evangeliums namentlich nicht bekannt sei. Diese Exegeten sehen hinter der Papias-Notiz von der Abfassung durch den Jünger Matthäus nämlich keine historische Information, sondern den Wunsch, das Werk einem Apostel zuzuschreiben. Allerdings ist auch die Vermutung, mit dem Namen Matthäus solle ein Garant für die kirchliche Tradition benannt werden, rein hypothetisch. Das Standardargument gegen die Abfassung durch den Jünger Matthäus lautet, dass das Matthäusevangelium vom Markusevangelium abhängig sei und ein Augenzeuge sich bei der Abfassung nicht auf das Werk eines Nicht-Augenzeugen gestützt hätte. Der anonyme Autor wird in der Fachliteratur der Einfachheit halber gleichwohl als „Matthäus“ bezeichnet.
Während das Markusevangelium in einem volkstümlichen Griechisch geschrieben ist, wählte der Verfasser des Matthäusevangeliums einen gehobeneren Stil. Er schrieb knapper, konzentrierter. Gerne wiederholte er Formeln und arbeitete mit Leitworten, Chiasmen und Inklusionen. Anders als das Evangelium nach Lukas, in dem Formulierungen der Septuaginta bewusst als Stilmittel eingesetzt werden, ist Matthäus zwar stark vom Bibelgriechischen geprägt, ohne aber absichtlich Septuaginta-Stil zu schreiben.
Der anonyme Autor wird häufig als judenchristlicher Gemeindeleiter charakterisiert, bzw. mit einer Formulierung von Ernst von Dobschütz als „Rabbi und Katechet.“ Martin Hengel vermutete, er habe eine „palästinisch-jüdische schriftgelehrte ‚Grundausbildung‘ erhalten.“ Er schrieb als „Exponent seiner Gemeinde“ und setzte dabei, wo er konnte, auf Vertrautes. Deshalb verwendete er Formeln, die im Gottesdienst rezitiert wurden (Vaterunser Mt 6,9–13 , Einsetzungsworte beim Abendmahl Mt 26,26–28 , Taufformel Mt 28,19 ).
Terminus post quem ist die Zerstörung Jerusalems im Jahr 70 n. Chr. Dies ist weitgehend Konsens der historisch-kritischen Exegese, denn sie erkennt im Matthäusevangelium mehrfach Bezugnahmen auf dieses traumatisierende Ereignis (z. B. Mt 22,7 , Mt 27,25 ). Außerdem folgt aus der Zweiquellentheorie, dass das Markusevangelium Matthäus bereits vorlag, und das Markusevangelium wird weitgehend nach dem Jüdischen Krieg datiert. Bei der Bestimmung des Terminus ante quem ist die Frage entscheidend, wer das Matthäusevangelium zitiert. Die Didache entstand in einer durch das Matthäusevangelium geprägten Gemeinde – aber ihre Datierung ist unsicher. Mehrere altkirchliche Autoren kennen das Evangelium (Ignatius von Antiochien, Polykarp von Smyrna, Barnabasbrief, Erster Clemensbrief, Justin), so dass das Buch um 100/120 offenbar bereits an verschiedenen Orten gelesen wurde: in Rom, in Smyrna, in Ägypten. Am nächsten kommt man der Abfassungszeit wohl, falls der Verfasser des 1. Petrusbriefs das Matthäusevangelium kannte (vgl. 1 Petr 2,12  und Mt 5,16  sowie 1 Petr 3,14  und Mt 5,10 ). Alle Indizien zusammengenommen sprechen für eine Datierung bald nach dem Jahr 80 n. Chr., bzw. um 90 n. Chr., wenn man in Ignatius von Antiochien den ersten Autor sieht, der das Matthäusevangelium kannte.
Recht allgemein wird eine Entstehung im syrischen Raum vermutet. Ein textinterner Hinweis ist die Erwähnung von Syrien in Mt 4,24a , eine Notiz, die zeigt, dass diese Region dem Matthäus wichtig war. Die schnelle Verbreitung des Buchs im östlichen Mittelmeergebiet spricht für die Abfassung in einer Stadt. Viele Exegeten denken dabei an Antiochia am Orontes, obwohl z. B. Caesarea Maritima, Caesarea Philippi oder auch Edessa die gleichen Qualifikationen aufweisen: gute Einbindung in das antike Verkehrsnetz und einen größeren jüdischen Bevölkerungsanteil. Man kann sich die Lebenswelt der Matthäusgruppe in Antiochia hypothetisch etwa so vorstellen: In der Stadt wurde griechisch gesprochen, auf dem Land dagegen aramäisch. Eine zentrale Synagoge wie in Alexandria gab es in Antiochia nicht, sondern einzelne jüdische Hausgemeinden. Auch die Matthäusgruppe war eine solche Hausgemeinde.

### Minderheitsmeinung
Im Gegensatz zur Mehrheit der heutigen historisch-kritischen Exegeten hält Gerhard Maier es für unbegründet, das einhellige Zeugnis der altkirchlichen Autoren beiseitezuschieben, und sieht daher den Apostel und Zwölferjünger Matthäus als Verfasser an. Aus der Papias-Notiz gehe zwar nicht eindeutig hervor, ob Matthäus das älteste Evangelium verfasst habe, doch sei dies Konsens der gesamten frühen Kirche, und Irenäus von Lyon (um 180) gebe einen deutlichen zeitlichen Hinweis – Matthäus schrieb sein Werk, „als Petrus und Paulus zu Rom das Evangelium verkündeten“, also etwa 55–65 n. Chr. Maier stellt fest: „Der moderne Konsens […] steht in bewusstem Widerspruch zu den Quellen.“ Eine Stelle wie Mt 22,7  verweise nur für diejenigen auf die bereits erfolgte Zerstörung Jerusalems im Jahr 70, die nicht mit echter Prophetie rechneten. Als Ort der Abfassung vermutet er, wiederum nach Irenäus und ebenso wie Theodor Zahn, Palästina bzw. das „Israelland.“ Mit Berufung auf die Papias-Notiz vermutete Theodor Zahn eine ursprünglich aramäische Abfassung des Matthäusevangeliums; hier legt sich Maier aber nicht fest und weist darauf hin, dass die knappe Notiz im Exzerpt des Eusebius unterschiedliche Deutungen erlaube.
Craig S. Keener, der ursprünglich in der Verfasserfrage die Mehrheitsposition vertreten hatte, sucht in der Neubearbeitung seines Matthäuskommentars (2009) einen Kompromiss mit konservativen Autoren, die an der Historizität der Papias-Notiz festhalten. Er schlägt ein Szenario vor, bei dem eine Schule Traditionen weitergegeben habe, die bis auf den Jünger Matthäus zurückgehen; das Evangelium sei eventuell schon Ende der 70er Jahre in diesem Schülerkreis verfasst worden, aber keine Gemeinschaftsproduktion, sondern das Werk einer Verfasserpersönlichkeit. John Nolland vertritt in seinem Kommentar (2007) eine Frühdatierung deutlich vor dem Jahr 70 und der Zerstörung Jerusalems, verbindet dies allerdings mit der Zweiquellentheorie, womit er für das Markusevangelium und die Logienquelle zu sehr frühen Datierungen, noch in die Lebenszeit der ersten christlichen Generation kommt.

## Vom Autor benutzte Quellen

### Mehrheitsmeinung
Die Zweiquellentheorie wird von historisch-kritischen Exegeten fast konsensual für die Vorgeschichte des Matthäusevangeliums genutzt:
Der Autor verwendete demnach zwei ihm griechisch vorliegende Schriften, nämlich das Markusevangelium und die Logienquelle Q. Das Markusevangelium bildet das narrative Rückgrat, die Logienquelle bietet den Stoff für die in die Handlung eingefügten Redeblöcke. Das matthäische Sondergut umfasst 25 Texteinheiten; da ein gemeinsames Leitmotiv nicht erkennbar ist, rechnet man hier nicht mit einer dritten schriftlichen Quelle. Das waren also mündlich umlaufende Stoffe, die der Evangelist verschriftlichte. Etwa 50 % des Textes stammen aus dem Markusevangelium, das damit zu etwa 80 % ins Matthäusevangelium eingearbeitet wurde. Etwas mehr als 25 % des Matthäus-Textes entfallen auf die Logienquelle und etwas weniger als 25 % auf das Sondergut. Außerdem rechnen einige Exegeten mit einer schriftlich ausgearbeiteten Sammlung von Erfüllungszitaten (Zitate aus dem Alten Testament, die auf Jesus Christus bezogen wurden), die Matthäus bei der Abfassung seines Evangeliums vorgelegen haben könnte.

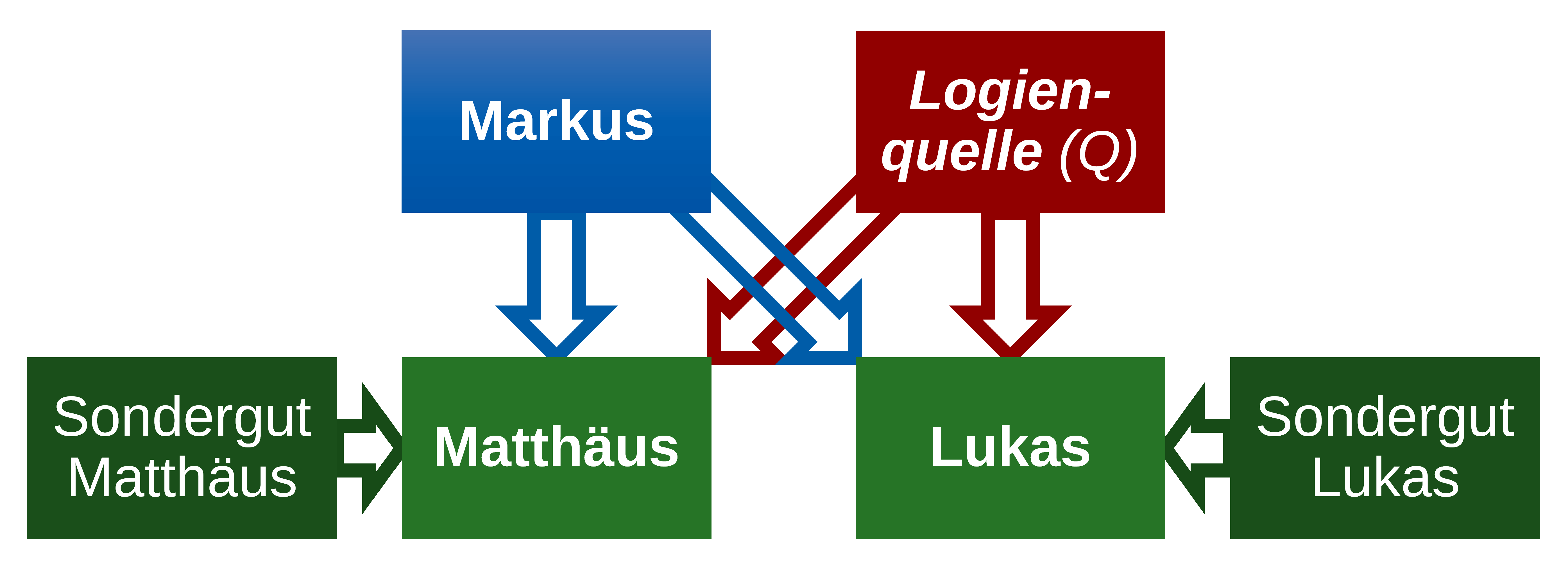
Schematische Darstellung der Zweiquellentheorie

Luz vermutet, dass die Logienquelle in verschiedenen Rezensionen umlief, einer kürzeren, die Matthäus benutzte, und einer erweiterten, die Lukas vorlag. Konkret stellt er sich die Logienquelle als eine Materialsammlung, eine Art antikes Notizbuch vor, in das leicht Blätter eingeschoben oder aus ihm entfernt werden konnten; das Markusevangelium sei dagegen als Kodex im Umlauf gewesen. Zur Erklärung der sogenannten Minor Agreements (Übereinstimmungen von Matthäus und Lukas, in denen sie vom Markus-Text abweichen) nimmt er an, dass die beiden Evangelisten eine Version des Markusevangeliums benutzten, die sich etwas von dem heute bekannten Markus-Text unterschied. Dass Texte in einer „religiösen Rand- und Subkultur“ in leicht verschiedenen Fassungen zirkulierten, sei naheliegend. Luz argumentiert hier als ein Vertreter der „Deuteromarkus“-Hypothese. Konradt wendet ein, dass diese Hypothese ein Problem löst, indem sie ein neues schafft: Denn nun muss man erklären, warum die Version des Markusevangeliums, die Matthäus und Lukas an verschiedenen Abfassungsorten vorlag, danach spurlos verschwand.
Nach Konradt hatte Matthäus nicht einfach die Absicht, das Markusevangelium mit zusätzlichen Stoffen zu ergänzen, sondern er wollte Markus mit seinem eigenen Werk verdrängen, weil ihm dessen Konzeption missfiel. So habe Matthäus gegen seine Vorlage die Davidsohnschaft des Messias besonders herausgearbeitet, das Toraverständnis korrigiert und auch ein anderes Bild von den Jüngern Jesu gezeichnet. An der Logienquelle hatte Matthäus, soweit erkennbar, weniger Korrekturen anzubringen.

### Minderheitsmeinung
Indem er der Datierung des Irenäus von Lyon folgt, ergibt sich für Maier, dass Matthäus, mutmaßlich als Augenzeuge, das älteste Evangelium verfasst und folglich mitnichten das Markusevangelium benutzt habe. Die Ähnlichkeit beider Schriften ist für Maier damit zu erklären, dass Markus sich bei der Abfassung an Matthäus orientierte oder (wie schon Augustinus vermutete) eine Kurzfassung des Matthäusevangeliums anlegte. Augenzeugenschaft heiße allerdings nicht, dass Matthäus wie ein moderner Autor seine persönlichen Erlebnisse mitteilen wollte, vielmehr habe er sich bei der Niederschrift am Alten Testament und auch an schriftlich oder mündlich umlaufenden Traditionen orientiert und diese einbezogen. Mit Berufung auf Karl Jaroš hält Maier die Logienquelle für ein „modernes Schreibtischgebilde“. Plausibler sei, dass mehrere Sammlungen von Jesusworten in Umlauf gewesen seien. Besonderes Gewicht hat für Maier 2 Tim 4,13 , denn bei den dort genannten μεμβράναι membránai könne es sich, wie Rainer Riesner vermutet, um „Pergament-Notizzettel“ handeln; solche Sammlungen von Jesusworten könnten auch schon zu Lebzeiten Jesu angelegt worden sein. Daraus schließt Maier, dass Jesustraditionen mündlich und schriftlich im Umlauf waren. Matthäus konnte seine Augenzeugenschaft und seine Erfahrungen als Apostel nutzen, um das Geeignete darunter auszuwählen.
Keener hält anders als Maier an der Markuspriorität fest und identifiziert den Evangelisten Markus, im Einklang mit der altkirchlichen Tradition, als einen Autor, der Mitte der 60er Jahre für Christen in Rom schrieb. Durch das Netzwerk reisender Christen sei das Werk des Markus schon bald dem Verfasser des Matthäusevangeliums bekannt geworden, aber der habe jahrelang daran gearbeitet, das Markusevangelium mit seinem eigenen Material zu einer Komposition zu vereinen, so dass sich für Keener wieder die späten 70er Jahre als Zeitraum der Fertigstellung nahelegen.

## Textüberlieferung
Als ständige Zeugen erster Ordnung liegen dem Text des Matthäusevangeliums im Novum Testamentum Graece zugrunde:
- Sämtliche Papyri, die Text dieses Evangeliums enthalten, nämlich: {\displaystyle {\mathfrak {P}}}1, {\displaystyle {\mathfrak {P}}}19, {\displaystyle {\mathfrak {P}}}21, {\displaystyle {\mathfrak {P}}}25, {\displaystyle {\mathfrak {P}}}35, {\displaystyle {\mathfrak {P}}}37, {\displaystyle {\mathfrak {P}}}44, {\displaystyle {\mathfrak {P}}}45, {\displaystyle {\mathfrak {P}}}53, {\displaystyle {\mathfrak {P}}}62, {\displaystyle {\mathfrak {P}}}64, {\displaystyle {\mathfrak {P}}}67, {\displaystyle {\mathfrak {P}}}70, {\displaystyle {\mathfrak {P}}}71, {\displaystyle {\mathfrak {P}}}73, {\displaystyle {\mathfrak {P}}}77, {\displaystyle {\mathfrak {P}}}83, {\displaystyle {\mathfrak {P}}}86 und {\displaystyle {\mathfrak {P}}}96;
- Majuskelhandschriften: Codex Sinaiticus, Codex Alexandrinus, Codex Vaticanus Graecus 1209, Codex Ephraemi Rescriptus, Codex Bezae Cantabrigiensis, Codex Regius (Neues Testament), Codex Washingtonianus, Codex Dublinensis, Codex Koridethi, Unzial 058, Unzial 067, Unzial 071, Unzial 073, Unzial 078, Unzial 085, Unzial 087, Unzial 089, Unzial 094, Unzial 0102, Unzial 0106, Unzial 0107, Unzial 0118, Unzial 0128, Unzial 0148, Unzial 0160, Unzial 0161, Unzial 0164, Unzial 0170, Unzial 0171, Unzial 0200, Unzial 0200, Unzial 0204, Unzial 0231, Unzial 0234, Unzial 0237, Unzial 0242, Unzial 0249, Unzial 0271, Unzial 0275, Unzial 0277, Unzial 0281, Unzial 0293 und Unzial 0298;
- Minuskelhandschriften: die Minuskelfamilien {\displaystyle f}1 (= Lake Group, mit der Leithandschrift Codex Basiliensis A.N.IV.2) und {\displaystyle f}13 (= Ferrar Group) sowie die Minuskel 33.

## Gattung
Das Matthäusevangelium konnte dem antiken Leser auf den ersten Blick als eine Lebensbeschreibung einer bedeutenden Persönlichkeit erscheinen. Einen grundsätzlichen Unterschied sieht Luz allerdings darin, dass hier nicht die typische Biografie eines vorbildlichen Menschen, sondern eine strikt einmalige Lebensgeschichte erzählt werde. Ältere Bestimmungen des Werks als Handbuch (Krister Stendahl, The School of St. Matthew, 1954) oder als „kerygmatisches Geschichtswerk“ (Hubert Frankemölle, Jahwe-Bund und Kirche Christi, 1984) haben sich nicht durchsetzen können, während eine Bezeichnung als „Biografie“ (Graham N. Stanton) bzw. „Enkomion-Biografie“ (Peter L. Shuler: A Genre for the Gospels, 1982) häufig vertreten wird.

## Gliederung
Das Matthäusevangelium entzieht sich einer klaren Gliederung, wie sie bei den anderen Evangelien möglich ist. Das liegt am Evangelisten selbst, der auf eine zusammenhängende Erzählung Wert legte. Hinzu kommt, dass in den Kapiteln 3 bis 11 die nichtmarkinischen Stoffe dominieren, während ab Kapitel 12 der Aufriss des Markusevangeliums, bis auf die eingeschobenen Jesusreden, übernommen wird. „Es ist, als ob der Evangelist Matthäus von Kapitel 12 an in seiner redaktionellen Aktivität erlahmte.“ Die verschiedenen Gliederungsvorschläge lassen sich drei Grundtypen zuordnen:
1. Modell der fünf Bücher. Matthäus hat fünf Jesusreden gestaltet: Bergpredigt (Kapitel 5 bis 7), Aussendungsrede (Kapitel 10), Gleichnisrede (Mt 13,1–52 EU), Gemeinderede (Kapitel 18) sowie Pharisäer- und Endzeitrede (Kapitel 23 bis 25). Diesen fünf Redeblöcken wird in diesem Modell je ein vorhergehender erzählender Abschnitt zugeordnet. Erzählerische Partien und Reden bilden zusammen den Hauptteil des Textes. Er wird gerahmt von einer Einleitung (Kapitel 1 und 2) und dem Schlussteil mit Passion, Kreuzigung und Auferstehung (Kapitel 26 bis 28). Manche Vertreter dieses Gliederungsmodells stellen die fünf Jesusreden den fünf Büchern des Pentateuch gegenüber: Jesus werde im Matthäusevangelium als neuer Mose porträtiert. Das Modell überzeugt nicht, weil die erzählerischen Abschnitte mit den nachfolgenden Reden thematisch kaum verbunden sind.
2. Ringkomposition. Das Evangelium besitze eine Mitte, die meist in der dritten Jesusrede (Mt 13,1–52 EU) gefunden wird, und sei um diese herum chiastisch aufgebaut. Manche dieser chiastischen Bezüge sind frappant: Die erste und die letzte der fünf Reden Jesu sind fast gleich lang, die zweite und die vierte Rede sind auffällig kurz.
3. Matthäus habe den Aufriss des Markusevangeliums übernommen. Dadurch ergeben sich zwei Hauptteile: Wirksamkeit in Galiläa (ab Mt 4,17 EU) und Weg nach Jerusalem als Weg in Leiden, Tod und Auferstehung (ab Mt 16,21 EU).[52] Im Unterschied zu den beiden anderen Gliederungstypen ist es hier der Fortschritt der Handlung, der den Aufbau des Evangeliums vorgibt, und nicht die in den Reden enthaltene Lehre Jesu.

Heute wird das Evangelium überwiegend als Erzählung verstanden (Grundtyp 3), in die die Reden an passender Stelle eingefügt wurden. Sie unterbrechen den Fortgang der Handlung und wenden sich direkt an den Leser in der Gegenwart, sie sind „gleichsam zu ihrem ‚Fenster‘ hinausgesprochen.“ Das Proömium hat eine doppelte Funktion. Es erzählt einerseits, wie die Geschichte von Jesus begann; es antizipiert aber auch den Verlauf der ganzen Jesusgeschichte, wodurch dem Leser bereits am Anfang „wichtige Lesegesichtspunkte“ vermittelt werden.
Die folgende Inhaltsübersicht entspricht der Gliederung des Matthäuskommentars von Ulrich Luz (Spalten 1 und 2). In der dritten Spalte werden bekannte Texte des Matthäusevangeliums dieser Gliederung zugeordnet.
| Sechs Hauptteile                                       | Untergliederung | Bekannte Texte |
| Präludium (1,1–4,22)                                   | A: Die Kindheitsgeschichten (1–2) B: Der Anfang des Wirkens Jesu (3,1–4,22) | Vorfahren Jesu (1,1–17) Heilige Drei Könige, Stern von Betlehem (Legendarisch aufgrund von 2,1–12), Gold, Weihrauch und Myrrhe Flucht nach Ägypten (2,13–15) Kindermord in Bethlehem (2,16–18) Taufe Jesu (3,13–17) Versuchung Jesu (4,1–11) |
| Das Wirken Jesu in Israel in Wort und Tat (4,23–11,30) | A: Die Bergpredigt (5–7) B: Jesu Wunder in Israel (8,1–9,35) C: Die Jüngerrede (9,36–11,1) D: Übergang. Die Krisis Israels vertieft sich (11,2–30) | Salz der Erde (5,13) Licht unter dem Scheffel (5,14–15) Vaterunser (6,9–13) Splitter und Balken (7,3–5) Haus auf Felsen und auf Sand gebaut (7,24–27) Heilung eines Aussätzigen (8,1–4) Hauptmann von Kafarnaum (8,5–13) Heilung der Schwiegermutter des Petrus (8,14–15) Sturmstillung (Christus im Sturm auf dem See Genezareth) (8,23–25) Neue Flicken auf dem alten Kleid (9,16) Neuer Wein in alten Schläuchen (9,17) Gleichnis von den musizierenden Kindern (11,16–30)                                              |
| Jesus zieht sich aus Israel zurück (12,1–16,20)        | A: Der Konflikt mit den Pharisäern (12,1–50) B: Die Gleichnisrede (13,1–53) C: Der Rückzug Jesu aus Israel und die Entstehung der Gemeinde (13,53–16,20) | Gleichnis vom vierfachen Ackerfeld (13,3–20) Gleichnis vom Unkraut unter dem Weizen (13,24–30) Gleichnis vom Senfkorn (13,31–32) Gleichnis vom Sauerteig (13,33) Gleichnis vom Schatz im Acker (13,44) Gleichnis von der kostbaren Perle (13,45–46) Gleichnis vom Fischnetz (13,47–50) Gleichnis vom Blindensturz (15,14) |
| Jesu Wirken in der Gemeinde (16,21–20,34)              | A: Jüngererfahrungen auf dem Weg ins Leiden (16,21–20,34) B: Die Rede über die Gemeinschaft (18,1–35) C: Unterwegs nach Jerusalem (19,1–20,34) | Verklärung des Herrn (17,1–8) Schalksknecht (18,23–35) Kindersegnung (19,13–15) Gleichnis vom Nadelöhr (19,24) Gleichnis von den Arbeitern im Weinberg (20,1–16) |
| Jesus in Jerusalem (20,1–25,46)                        | A: Jesu Abrechnung mit seinen Gegnern (21,1–24,2) B: Die Rede vom Gericht (24,3–25,46) | Tempelreinigung (21,12–17) Verfluchung des Feigenbaums (21,18–22) Gleichnis von den ungleichen Söhnen (21,28–32) Gleichnis von den bösen Weingärtnern (21,33–41) Gleichnis vom großen Abendmahl (22,1–14) Gebt dem Kaiser, was des Kaisers ist (22,21) Sadduzäerfrage (22,23–33) Davidssohnfrage (22,41–46) Henne und Küken (23,37) Gleichnis vom Feigenbaum (24,32–33) Gleichnis von den klugen und törichten Jungfrauen (25,1–13) Gleichnis von den anvertrauten Talenten (25,14–30) Bildrede vom Weltgericht (25,31–46) |
| Passion und Ostern (26,1–28,20)                        | 1. Die Passion beginnt (26,1–16) 2. Das letzte Passah Jesu (26,17–29) 3. In Getsemani (26,30–56) 4. Im Palast des Hohenpriesters (26,57–27,10) 5. Jesus wird von den Römern verurteilt (27,11–31) 6. Jesus wird gekreuzigt (27,32–61) 7. Die Auferstehung Jesu und der doppelte Ausgang des Matthäusevangeliums (27,62–28,20) | Abendmahl Jesu (26,17–29) Verleugnung des Petrus (Mt 26,31–35) Blutruf (Mt 27,24–26) Missionsbefehl (Mt 28,19–20) |

## Theologische Grundaussagen

### Deutung der Person Jesus von Nazaret
Matthäus interpretiert Jesus als „Gott-mit-uns“ (Immanuel, vgl. Mt 1,23 ). So wird er im Proömium dem Leser vorgestellt. Der Evangelist entfaltet aber nicht argumentativ, wie er dieses Prophetenwort aus dem Alten Testament auf den Nazarener bezieht, sondern erzählt Geschichten über Jesus. Diese erhalten dadurch eine Doppeldeutigkeit: Vordergründig werden Begebenheiten aus dem Leben des Jesus von Nazaret mitgeteilt, diese werden aber transparent für Glaubenserfahrungen von Christen nach Ostern. Beispiele hierfür sind die Sturmstillung (Mt 8,23–27 ) oder die Blindenheilung (Mt 20,29–34 ).
Die mit Kapitel 26 beginnende Passionsgeschichte vertieft das, was der Leser bis dahin über Jesus erfahren hat. Matthäus folgt dabei dem Ablauf des Markusevangeliums, bringt aber Korrekturen und Ergänzungen an. Jesus weiß im Voraus, dass man ihn verhaften, verurteilen und hinrichten wird (Mt 26,2 ); als Gottes Sohn könnte er Engelsheere zu seiner Verteidigung aufbieten (Mt 26,52–54 ). Aber er verzichtet darauf und geht bis zum Tod den Weg des Leidens und der Gewaltlosigkeit. Die jüdischen und römischen Akteure gebärden sich zwar, als könnten sie nach Belieben mit Jesus, ihrem Gefangenen, verfahren, doch sind sie nach Darstellung des Matthäus im Irrtum. Wie im Markusevangelium und anders, als es die Evangelisten Lukas und Johannes darstellen, sind Jesu letzte Worte ein Zitat aus Psalm 22 (Mt 27,46  = Mk 15,34  = Ps 22,2 ). „Jesus stirbt als Beter, der sich an seinen Gott wendet.“ Gott reagiert darauf und beglaubigt Jesus durch außerordentliche Phänomene, die zugleich die Entwertung des Tempels und der Stadt Jerusalem andeuten (Mt 27,51–53 ). Die römischen Soldaten unter dem Kreuz erschrecken (da sie dem Göttlichen begegnet sind) und bekennen Jesus, den sie zuvor verspottet hatten, als Gottes Sohn. Ein besonderes Element der matthäischen Ostererzählung ist, dass die Jünger nicht in Jerusalem, sondern in Galiläa dem Auferstandenen begegnen; „das theologische Programm des Gegensatzes zwischen Galiläa und Jerusalem wird nachösterlich fortgeschrieben.“

### Jüngerschaft und Gemeinde
Was Matthäus unter Gemeinde versteht (Ekklesiologie), macht er mit den beiden Zentralbegriffen „Jünger“ (altgriechisch μαθητής mathētḗs) und „nachfolgen“ (altgriechisch ἀκολουθέω akolouthéō) deutlich; „die Gestalten der Jünger sind die wichtigste Konfiguration des ‚impliziten Lesers‘“. Sie sind zum Beispiel „kleingläubig“, Schüler des „einzigen Lehrers“ (Mt 23,8 ), der sie beschützt (Mt 28,20 ). Ihre eigenen Lebenserfahrungen lassen sich im Licht seiner Biografie deuten. Indem sie seine Gebote befolgen, sind sie auf dem Weg zu ethischer Vollkommenheit (Mt 5,48 , Mt 19,16–21 ).
Bei Matthäus ist außerdem das Vaterunser von Bedeutung für das Gemeindeleben: es tritt als Erkennungsmerkmal der Christen als das „durch den Kyrios persönlich eingesetzte Vatergebet“ (Karl-Heinrich Ostmeyer) in Kraft. Es geht dem Evangelisten nicht um den genauen Wortlaut, sondern das Gebet als ganzes galt als eine Besonderheit der Christen. Von diesem Gebet wurden also diejenigen Beter ausgeschlossen, die in Jesus nicht den Kyrios sahen.
Man könnte Simon Petrus als die wichtigste Nebenrolle im Matthäusevangelium bezeichnen. Die Figur wird vom Evangelisten auf verschiedene Weise eingesetzt:
- Petrus ist Sprecher für die anderen Jünger. Er spricht aus, was alle denken. Er fragt nach und wird von Jesus unterrichtet und korrigiert.
- Er ist der typische Christ, mal mutig, mal schwach.
- Er ist aber auch eine einmalige historische Person. Für das Matthäusevangelium ist Petrus eine Gründergestalt, vergleichbar mit dem „Lieblingsjünger“ im Evangelium nach Johannes. Petrus als Garant der Jesustradition war in Syrien besonders wichtig (z. B. Pseudo-Klementinen).

Matthäus lässt Jesus nach einigen Wanderungen einen festen Wohnsitz beziehen (Mt 4,13 ). Er schreibt für eine sesshafte Gemeinde. Aber die Ekklesia wird als ein Gemeindeboot imaginiert, in das man einsteigen kann und von dem man nach Stürmen auf der Überfahrt an ein neues Ufer getragen wird.

### Ethik – die bessere Gerechtigkeit
Die Bergpredigt ist der Kerntext des „Evangeliums vom Reich“ (Mt 4,23 ), das Jesus im Matthäusevangelium verkündigt. Matthäus hat kein Problem damit, in der Bildrede vom Weltgericht auszumalen, wie Menschen aufgrund ihres ethischen Verhaltens ihr Urteil empfangen und dementsprechend ins Reich Gottes oder aber ins ewige Feuer eingehen (Mt 25,46 ). Dahinter steht die Überzeugung, „daß der Mensch gerade in seinen Taten von Gott als Person ernst genommen wird.“ In polemischer Abgrenzung von Pharisäern und jüdischen Schriftgelehrten fordere das Matthäusevangelium von seinen Lesern eine „bessere Gerechtigkeit“, die sich durch Taten auszuweisen habe (Mt 5,20 ). Für Reinhard Feldmeier ist das eine doppelt problematische Begründung der Ethik: Einerseits impliziere sie eine moralische Minderwertigkeit des pharisäischen Judentums, andererseits ende jede ethische Mahnung mit dem Blick auf das Gericht, bei dem kein Christ sicher sein könne, den Ansprüchen zu genügen: 

„Matthäus zahlt also […] den Preis, dass er zwischen der empirischen Kirche und den wahrhaft Geretteten unterscheiden muss und diese Unterscheidung ständig als Warnung, ja Drohung zur Sprache bringt. […] In keinem anderen Evangelium wird auch nur annähernd so oft gedroht wie im ersten Evangelium, und Worte wie Gericht, Gerichtstag, die äußerste Finsternis (als Strafort) sowie Heulen und Zähneklappern gehören zu seinem ausgesprochenen Vorzugsvokabular.“

 Diesen Schattenseiten der matthäischen Ethik stehen positive Seiten gegenüber, mit denen Matthäus ethische Entwürfe im Christentum inspirierte:
- Doppelgebot der Liebe (Mt 22,37–40 EU);
- Barmherzigkeit als Inbegriff der Tora (Mt 23,23 EU);
- Jesus identifiziert sich mit den Geringsten und Verachtetsten (Mt 25,40 EU);
- Jesus wendet sich den schwachen Menschen freundlich zu (Mt 11,28–30 EU) und spricht von Gott als dem himmlischen Vater.

## Stellung zum Judentum
Hat sich der Evangelist Matthäus von der Synagoge getrennt? Edwin K. Broadhead bezeichnet diese Frage (2017) als das umstrittenste Thema der aktuellen Matthäusexegese. „Im Kern geht es darum, ob die harsche Kritik an Pharisäern und anderen Juden in ihrer Abwesenheit vorgebracht wird oder in einer persönlichen Konfrontation.“ Daran entscheidet sich auch, ob das Matthäusevangelium antijudaistisch ist oder „nur“ die Art und Weise, wie es in der Großkirche, nach Marginalisierung des Judenchristentums, rezipiert wurde.

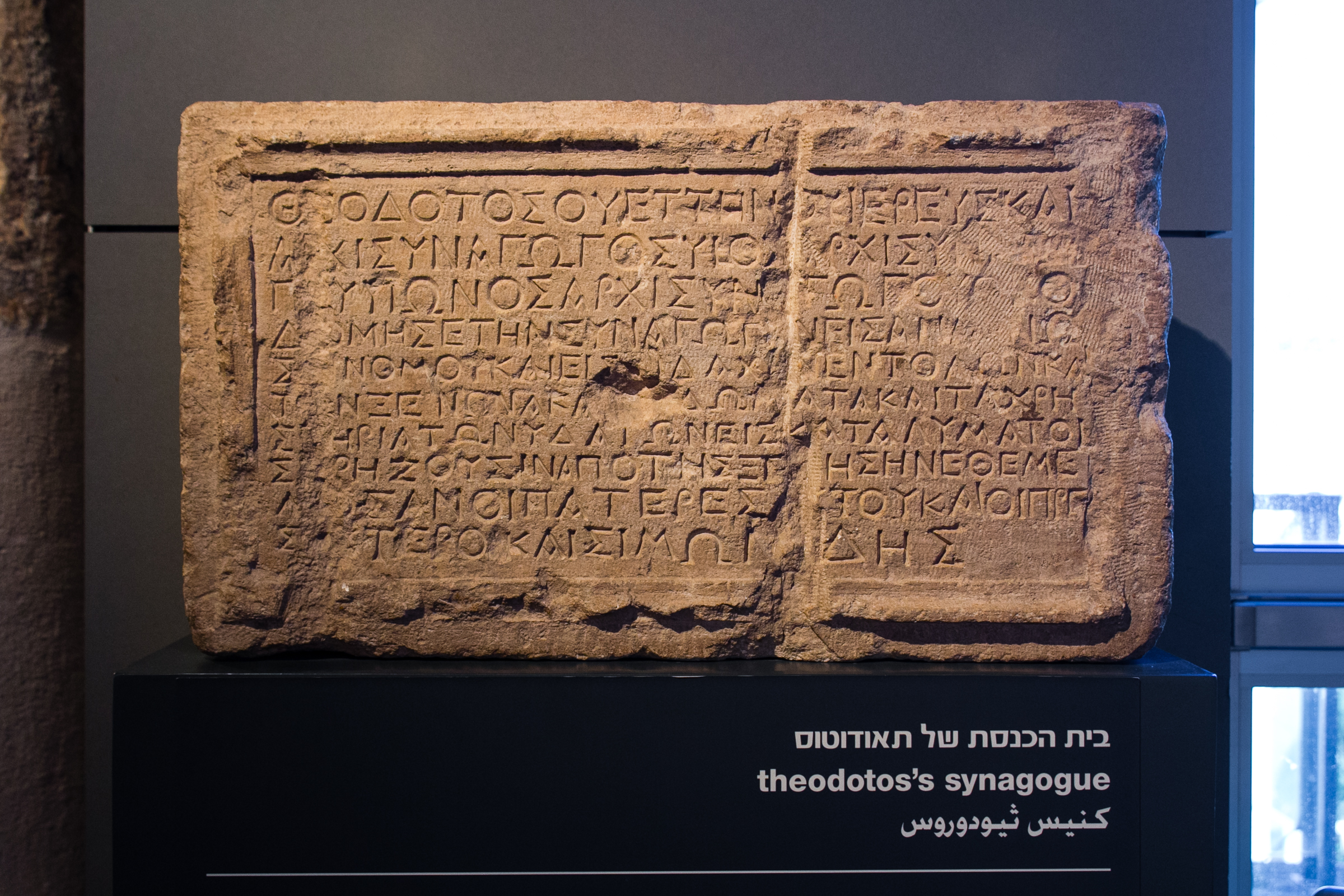
Theodotos-Inschrift, Präsentation im Israel-Museum.

Begriffsklärung: Synagoge im 1. Jahrhundert n. Chr. Der Wortbedeutung nach kann das eine Versammlung von Menschen sein; epigraphisch gesichert ist aber auch die Synagoge als Gebäude, bzw. Gebäudekomplex. Wie insbesondere die Theodotos-Inschrift zeigt, dienten ihre Räume nicht exklusiv religiösen Zwecken (Gebet, Toralesung und -studium, rituelle Waschungen), sondern auch zur Beherbergung von Gästen und verschiedenen kommunalen Aufgaben. Es war eine Art Gemeindehaus, eine „vorwiegend sozial-kommunale Institution […], in der auch religiöse Veranstaltungen ihren Raum hatten.“ Weitgehender Konsens besteht darüber, dass Pharisäer in Synagogen nicht mehr Einfluss hatten als andere Gruppen und jüdische Priester nicht selten Führungsaufgaben wahrnahmen. Die Leitung von Synagogen war hierarchisch organisiert, es gab Ämter und Titel. Unsicher ist, ob Synagogen eher öffentliche Gebäude waren oder halböffentlich, entsprechend römischen collegia; und wenn Synagogen aus der Außenperspektive wie collegia erschienen, ist nicht sicher, ob sich das aus der Perspektive von Mitgliedern auch so darstellte.

### Bleibende Erwählung oder Verwerfung Israels
Das Matthäusevangelium betont so stark wie keine andere Schrift des Neuen Testaments die bleibende Bedeutung der religiösen Traditionen Israels für seine christlichen Leser. Der Evangelist erzählt die Jesusgeschichte mit ständigem Bezug auf Israels heilige Schriften neu. Jesus ist ganz seinem Volk zugewandt, indem er es belehrt, die Nähe der Gottesherrschaft verkündet und Krankheiten heilt (Mt 4,23 ). Dementsprechend strömen Menschen aus ganz Israel bei Jesus zusammen und folgen ihm nach (Mt 4,25 ). Dazu passt auch der Titel „Sohn Davids“, der Jesus im Matthäusevangelium immer wieder zugesprochen wird.
„Es sind die Pharisäer und Schriftgelehrten, die der sich etablierenden Jesusschule – und insbesondere ihrem Gründer – ablehnend gegenüberstehen. Die Volksmengen dagegen zeigen neugieriges Interesse.“ (Martin Ebner) Der Evangelist unterscheidet zwischen dem einfachen Volk (der „Herde“), das er positiver sieht als seine Vorlage, und den jüdischen Autoritäten (den „Hirten“), die er umso negativer zeichnet. Beide Gruppen werden kontrastiert (z. B. Mt 9,33–34 ). Die Hirten/Herde-Metaphorik lag bereits in der Tradition bereit (Jer 23,1–6 ). Für Ulrich Luz ist die positive Charakterisierung des einfachen Volkes freilich nur ein Zwischenstand: Die Unterscheidung zwischen dem einfachen Volk und den Autoritäten werde in der Passionsgeschichte aufgehoben, indem sich das Volk an die Seite seiner Führer begebe, mit weitreichenden Konsequenzen: „[Das] heilige Volk, das sich mit seinen Führern in der Passion identifiziert, [wird] seine Israelschaft verlieren; es wird zu den ‚Juden‘ (vgl. zu Mt 28,15).“
Als Ertrag seines vierbändigen Kommentarwerks fasste Luz zusammen, dass Antijudaismus nicht nur die Wirkungsgeschichte des Matthäusevangeliums prägte (als Missverständnis der späteren Leser), sondern im Buch selbst enthalten sei. Problematisch seien nicht einzelne Formulierungen oder Textabschnitte, sondern die ganze Buchkomposition. Das Buch habe nämlich ein doppeltes Ende: eine ausweglose Situation für „die Juden“, die nach der Auferstehung Jesu quasi in eine Sackgasse geraten seien (Mt 28,11–15 ), und einen Auftrag für die Jüngergemeinde zur weltweiten Mission (Mt 28,16–20 ). Sie lasse Israel hinter sich und breche zu neuen Ufern auf. Luz rät als christlicher Theologe zu einem kritischen Umgang mit dem Matthäusevangelium:

„Der matthäische Antijudaismus war für die Selbstdefinition der matthäischen Gemeinde in der Situation einer Krise und eines Übergangs wichtig. Mit der Kanonisierung seines Evangeliums machte die Kirche aber diese in einer bestimmten Situation wichtige Selbstdefinition zu einem dauernden Wesensmerkmal des Christentums […] ganz unabhängig davon, ob und was für Begegnungen mit Juden man hatte. Das Judentum wurde zum Schatten, gegenüber dem sich dauernd das christliche Licht abhob.“

Matthias Konradt betont dagegen, dass Matthäus nirgends eine Verwerfung Israels behaupte, auch keine Ablösung Israels durch die Kirche, sondern die Ersetzung der alten, bösen und heuchlerischen Autoritäten durch die Jesusjünger. Die ständigen intertextuellen Bezugnahmen auf das Alte Testament seien bei Matthäus Teil einer kommunikativen Strategie. So bestärke der Autor seine Leser darin, dass sie selbst die legitimen Sachwalter der Traditionen Israels seien.
Als Beispiel für die Konsequenzen, die sich aus den unterschiedlichen Ansätzen von Luz und Konradt ergeben, kann die Interpretation von Mt 8,5–13  dienen, die Perikope vom Hauptmann von Kafarnaum. Es ist ein Stoff der Logienquelle Q, den Matthäus deutlich anders erzählt als Lukas. Solche Änderungen sind für Exegeten Hinweise auf das Profil des jeweiligen Evangeliums. Matthäus fügte die Verse 11 und 12 ein, Worte, mit denen sich Jesus an seine Jünger wendet: „Viele werden von Osten und Westen kommen und mit Abraham, Isaak und Jakob im Himmelreich zu Tisch sitzen; aber die Söhne des Reiches werden hinausgeworfen in die äußerste Finsternis; dort wird Heulen und Zähneknirschen sein.“
- Für Luz enthalten diese Sätze die Verwerfung Israels und die Begründung der Heidenmission. Die Schwierigkeit dabei ist, dass der matthäische Jesus in Kapitel 8 noch gar keine negativen Erfahrungen mit Israel gemacht hat, die dessen Verwerfung begründen könnten. Luz bezeichnet diese Sätze deshalb als „Wetterleuchten“, womit für den Leser schon einmal angedeutet werde, wie sich diese Konfrontation im Evangelium verschärfen wird.[76]
- Konradt weist darauf hin, dass die Formulierung „von Osten und Westen kommen“ in der hebräischen Bibel (Tanach) für die sogenannte „Völkerwallfahrt zum Zion“ nicht üblich sei, aber gut belegt als Bezeichnung für die erhoffte Rückkehr der Diasporajuden nach Israel. Das legt er seiner Textinterpretation zugrunde: die palästinischen Juden, denen Jesus von Nazaret persönlich begegnete, hätten ihre Vorzugsstellung verspielt und würden durch Juden aus der Diaspora ersetzt.[77]

### Zerstörung von Jerusalem

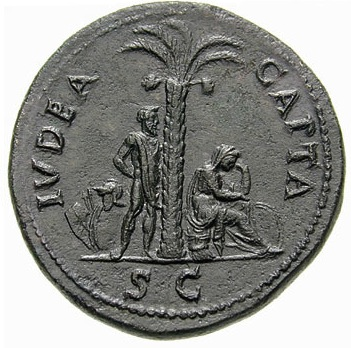
Vespasian, ein Usurpator, nutzte die Eroberung Jerusalems propagandistisch zur Legitimierung seines Kaisertums. Münzprägung (Sesterz) des Jahres 71 mit dem Iudaea capta-Thema: im Zentrum eine Dattelpalme als Symbol Judäas, links ein gefesselter jüdischer Kämpfer mit abgelegten Waffen, rechts eine trauernde Jüdin

Matthäus ordnet die Stadt Jerusalem den negativ bewerteten jüdischen Autoritäten zu. Sie haben dort quasi ihr Zentrum. In Mt 27,25  übernehmen die Jerusalemer mitsamt ihren Kindern die Verantwortung für Jesu Tod. Diese beiden Generationen erlebten mit, wie römische Truppen Jerusalem belagerten und im Jahr 70 einnahmen und zerstörten. Der Evangelist konstruiert einen Zusammenhang zwischen dem Tod Jesu und dem Fall Jerusalems und deutet die Zerstörung der Stadt als sichtbaren Beweis dafür, dass die Jerusalemer sich den falschen Autoritäten anvertraut hätten.
In die Parabel vom Hochzeitsmahl des Königssohns (Mt 22,1–14 ) trägt der Evangelist in Vers 7 die Zerstörung Jerusalems ein, was den Zusammenhang der Parabel stört, weil das vorbereitete Festmahl nun so lange warten muss, bis der König seine militärische Strafaktion beendet hat. Luz kommentiert: Jerusalem sei für Matthäus die „Stadt der Mörder.“ Die Katastrophe des Jahres 70 beende die lange geschichtliche Periode göttlicher Zuwendung zu Israel „definitiv“; diese Epoche werde „durch die der Heidenmission abgelöst.“ Peter Fiedler dagegen schreibt dem Evangelisten die Auffassung zu, dass Gottes Zorngericht über die schlechten Autoritäten in Gestalt der Zerstörung Jerusalems „zwangsläufig“ auch das Leiden vieler Unschuldiger aus der einfachen Bevölkerung bedeutet habe. Aber Gottes Geschichte mit Israel sei deswegen nicht zu Ende, sondern „weiter offen“, Jerusalem bleibe bis zum Schluss des Evangeliums die „heilige Stadt“ (Mt 27,53 ).

### Ein jüdisches Buch?
Extra Muros („vor den Mauern“) oder intra muros („innerhalb der Mauern“): Mit diesen Metaphern wird in der Exegese die Frage diskutiert, ob sich Matthäus und die Gruppe, für die er schreibt, innerhalb des Judentums befanden oder außerhalb. Diese traditionelle Begrifflichkeit ist aber wenig geeignet, die komplexe soziale Realität zu beschreiben. Im Evangelium werden innerjüdische Differenzierungen erkennbar: es finden eigene Versammlungen außerhalb der Synagogen statt. Das Judentum bildete aber weiterhin den primären Lebenskontext der matthäischen Gemeinde. Knut Backhaus schlug deshalb eine Gegenmetapher vor: die vermeintlichen Mauern seien „kognitive Wanderdünen“, ob draußen oder drinnen also eine Frage der Perspektive des modernen Betrachters. Doch für die damals Beteiligten – die Matthäusgruppe einerseits, ihre pharisäischen Gegner andererseits – habe sich der Streit durchaus als Kampf um die Mauern, also um Grenzziehungen, dargestellt. Beide Streitparteien seien durch ihr jüdisches Bezugssystem (heilige Schriften, Kultsymbole, Geschichtsdeutungen, Bilderreservoirs usw.) im Konflikt verbunden gewesen, während ein paganes Bezugssystem im Matthäusevangelium nicht existiert: „Die Heiden, die in der erzählten Welt des Mt in den Raum des Evangeliums treten, weisen sich dadurch aus, dass sie den jüdischen Sinnkosmos für ihr eigenes Fragen und Finden grundsätzlich anerkennen.“
Zweimal ist im Evangelium von den Synagogen der Gegner die Rede, in denen die Jesusjünger auf Misshandlungen gefasst sein müssten (Mt 10,17 , Mt 23,34 ). Eine solche Warnung setzt für Konradt voraus, dass Jesusjünger diese Synagogen trotzdem aufsuchten, mutmaßlich um für ihre Sache zu werben. Hier hat Luz Interpretationsschwierigkeiten, denn er vertritt an sich den Grundsatz, dass der matthäische Jesus in den Redekompositionen direkt in die Gegenwart der Gemeinde hineinspreche. Nun sieht es so aus, dass diese christlichen Leser Synagogen besuchen und das für sie gefährlich ist. Das kann aber gar nicht sein, wenn man sich längst von der Synagoge getrennt hat. Luz hilft sich mit folgender Hypothese: „Der matthäische Jesus blickt in die Zukunft. Er spricht aber nicht von der Gegenwart der Leser/innen, sondern von der vergangenen Zeit, als sie noch unter der Jurisdiktion der Synagoge standen und ausgepeitscht wurden.“ Die Verfolgungserfahrungen, in denen man auch den leidenden Jesus vor der Kreuzigung wiedererkennen könne, seien etwas Typisches: früher, vor dem Synagogenausschluss, bei der Israelmission – in der Gegenwart bei der Mission in der Völkerwelt.

### Mission unter Nichtjuden
Mit dem Missionsbefehl des auferstandenen Christus endet das Matthäusevangelium (Mt 28,16–20 ). Damit öffnet sich die Gemeinde des Matthäus programmatisch für Nichtjuden. Eine christliche Auslegungstradition las das Evangelium so, dass sich Jesus von Nazaret mit seiner Botschaft an Israel gewandt habe, von seinem Volk aber abgelehnt worden sei (gipfelnd im „Blutruf“), und an die Stelle Israels trete nach Ostern die universale Kirche. Konradt schlägt eine andere Lektüre vor, ausgehend von den beiden christologischen Hoheitstiteln Sohn Davids und Sohn Gottes. Beide fand Matthäus bereits im Markusevangelium vor und entfaltete sie in einer für ihn charakteristischen Weise:
- Sohn Davids: Als davidischer Messias wende sich Jesus seinem Volk freundlich und hilfreich zu, das wegen des Versagens der alten Autoritäten darniederliege. So bringe er die biblischen Verheißungen an Israel zur Erfüllung.
- Sohn Gottes: Die Verheißung an Abraham, zum Segen für alle Völker zu werden, sei von Anfang an (Mt 1,1 EU) im Blick des Evangelisten.[89] Die Gottessohnschaft Jesu werde aber zunächst nur den Jüngern enthüllt. In diesem Zusammenhang hat das Petrusbekenntnis und die Zusage an ihn kompositorisch zentrale Bedeutung: Petrus bekennt Jesus als „Sohn des lebendigen Gottes“ – so ergänzt Matthäus den Markus-Text, der Petrus Jesus als Messias bekennen lässt (vgl. Mt 16,16 EU und Mk 8,29 EU). Ein besonderes Lob von Jesus, Petrus spreche so durch eine Offenbarung Gottes, zeigt, wie wichtig dem Matthäus gerade dieser Hoheitstitel an dieser Stelle ist (Mt 16,17 EU). Jesus will auf Petrus, den „Felsen“, seine Ekklesia bauen (was konfessionell verschieden als Kirche oder als Gemeinde übersetzt wird). Realisiert werde diese Ekklesia aber erst durch die Mission nach Ostern: Leiden, Tod und Auferstehung des Gottessohnes bezögen Menschen aus allen Nationen in den Abrahamssegen mit ein.[90]

Die ältere Forschung nahm selbstverständlich an, dass von den Neuchristen nicht das Einhalten der Tora erwartet wurde, insbesondere nicht die Beschneidung. Dieser Konsens gilt nicht mehr, wenn das Matthäusevangelium als ein jüdisches Buch gesehen wird. David Sim vertritt unter anderem mit Verweis auf Mt 5,18  die These, dass die Matthäusgruppe die Neuchristen durch Beschneidung zu Proselyten machte. Nirgends signalisiere der matthäische Jesus, dass für gebürtige Juden und gebürtige Nichtjuden eine je verschiedene Tora gelte. Sim kommt in Erklärungsschwierigkeiten bei Mt 28,18 : Menschen aus allen Völkern (altgriechisch πάντα τὰ ἔθνη pánta tà éthnē) werden durch die Taufe in die Gemeinde aufgenommen. Er hilft sich mit der Vermutung, Selbstverständliches (wie die Beschneidung) müsse nicht genannt werden. Und dann sei die Anweisung ohne große Praxisrelevanz – welcher Syrer hätte nach dem Jahr 70 Interesse gehabt, einer allgemein verachteten Bevölkerungsgruppe wie den Juden beizutreten? Von einem nennenswerten Missionserfolg der Matthäusgemeinde unter Nichtjuden könne keine Rede sein; die wenigen Ausnahmen hätte die Gemeinde leicht integrieren können, ohne dass dadurch ihre jüdische Identität in Frage gestellt wurde.
Konradt macht sich diese Argumentation nicht zu eigen. Er zeigt am Beispiel der Konversion des Izates II. von Adiabene auf, dass im Judentum verschiedene Ansichten über die Notwendigkeit der Beschneidung existierten. Zwar sei dieses Ritual zur Zeit des Matthäus wahrscheinlich obligatorisch gewesen, doch habe das Diasporajudentum zahlreichen „Gottesfürchtigen“ auch ohne Beschneidung weitgehende Teilnahmemöglichkeiten am synagogalen Leben gegeben. Hier ordnet er auch Matthäus und seine Gemeinde ein. Fiedler hält es für „nicht ganz eindeutig“, ob die von der Matthäusgemeinde bekehrten Neuchristen zum Judentum übertraten, was für Männer die Beschneidung implizierte, oder den Status von „Gottesfürchtigen“ wählten und die jüdische Lebensweise, wie sie in der Gemeinde des Matthäus praktiziert wurde, weitestgehend übernahmen. Udo Schnelle hält diese Vorschläge für unplausibel: „[Dem] Judenchristen Matthäus kann nicht entgangen sein, dass es ohne Beschneidung kein Judentum und auch keinen ernsthaften innerjüdischen Dialog gibt!“

## Forschungsgeschichte
Die Unterschiede und Gemeinsamkeiten der vier kanonischen Evangelien wurden in der vorkritischen Zeit (also bevor die Historisch-kritische Methode Verbreitung fand) durch Erstellen von Evangelienharmonien erklärt. Dabei nahm man an, dass die Anordnung der Evangelien auch ihre zeitliche Reihenfolge sei, Matthäus mithin das älteste Evangelium geschrieben habe. Noch innerhalb dieses traditionellen Rahmens vertrat Gottlob Christian Storr 1786 erstmals die Markuspriorität und erläuterte, der Zöllner Matthäus habe als Augenzeuge die „Nachrichten des Marcus“ nicht bloß aus dem Griechischen ins Aramäische übersetzt (so versuchte Storr, die Angaben des Papias einzubeziehen), sondern auch „die älteren Stoffe mit neuen Zugaben bereichern“ können. Er berief sich auf die allgemeine Überlegung, dass bei zwei ähnlichen Schriften, wie Mt und Mk, die kürzere in der Regel auch die ältere sei und im umgekehrten Fall kein plausibler Grund für die Kürzungen des Markus am Matthäusevangelium erkennbar sei. Nun verlangten die Gemeinsamkeiten von Matthäus und Lukas nach einer Erklärung. Die Zweiquellentheorie erlangte in der Fassung von Heinrich Holtzmann breite Anerkennung, der sie in verschiedenen Schriften seit 1863 darlegte. Diese Breitenwirkung verdankt das Modell dem Umstand, dass es von der Leben-Jesu-Theologie genutzt wurde, „die bis weit in das 20. Jh. hinein zur bestimmenden theologischen Richtung des ‚gebildeten‘ Christentums wurde.“ Indessen hätte die Leben-Jesu-Forschung auch mit einer Matthäuspriorität arbeiten können, so Walter Schmithals. Seit etwa 1900 setzte sich die Zweiquellentheorie auch im angelsächsischen und, etwas später, im frankophonen Raum durch, bei römisch-katholischen Exegeten oft mit der Variante, dass die Logienquelle die in der Papias-Notiz erwähnte Schrift des Apostels Matthäus sei.
Die Zweiquellentheorie löste sich von der historischen Rückfrage nach dem Leben Jesu und wurde Mitte des 20. Jahrhunderts von der redaktionsgeschichtlichen Schule weiterentwickelt. Ein Zwischenschritt auf diesem Wege war die von Martin Dibelius und Rudolf Bultmann begründete formgeschichtliche Methode, die nach der mündlichen Tradition vor Abfassung des Markusevangeliums und der Logienquelle zurückfragte. Die Formgeschichte interessiert sich allerdings für die „kleinen Einheiten“ und kaum für den gestaltenden Anteil der synoptischen Evangelisten. So waren es eher Außenseiter des wissenschaftlichen Diskurses, die in der ersten Hälfte des 20. Jahrhunderts an Kommentaren zum Matthäusevangelium arbeiteten: Ernst Lohmeyer (Das Evangelium des Matthäus, aus dem Nachlass herausgegeben von Werner Schmauch, 2. Auflage 1958) und Walter Grundmann (Das Evangelium nach Matthäus, fertiggestellt erst 1968).
Römisch-katholische Exegeten wurden am Anfang des 20. Jahrhunderts in ihrer Forschungsarbeit durch die Päpstliche Bibelkommission erheblich eingeschränkt. Sie veröffentlichte zu strittigen Themen (Dubia) kaum argumentativ begründete Antworten (Responsa), die den Rang von Dekreten päpstlicher Kongregationen hatten. 1911 wurde auf diese Weise über das Matthäusevangelium verbindlich gelehrt:
- Ob der Apostel Matthäus gewiss der Verfasser des nach ihm benannten Evangeliums sei? Ja.
- Ob Matthäus sein Werk als erster der Evangelisten und in der Muttersprache der Juden Palästinas verfasst habe? Ja.
- Ob das Werk nach der Zerstörung Jerusalems veröffentlicht worden sein könnte, so dass die darin enthaltene Prophezeiung ein vaticinium ex eventu sein könnte? Nein.
- Ob die Meinung moderner Autoren als Möglichkeit zugelassen werden könnte, dass Matthäus nicht direkt das vorliegende Evangelium verfasst habe, sondern eine Sammlung von Worten und Reden Christi anlegte, aus denen ein anonymer Redaktor das Evangelium herstellte? Nein.
- Da ja der griechische Text des Matthäusevangeliums seit der Zeit der Kirchenväter als kanonisch anerkannt sei, ob es gewiss sei, dass dieser griechische Text in seiner Substanz identisch sei mit dem vom Apostel in seiner Muttersprache verfassten Text? Ja.
- Da ja die Absicht des Autors vor allem dogmatisch und apologetisch sei und die chronologische Reihenfolge nicht stets eingehalten werde, ob unter dem Einfluss der Formulierungen des Alten Testaments und der sich entwickelnden Lehre der Kirche der Bericht über die Worte und Taten Jesu verändert worden sein könnte und also nicht im historischen Sinn wahr sei? Nein.
- Ob die Infragestellung der historischen Wahrheit nicht nur der ersten beiden Kapitel (Stammbaum und Kindheit Christi), sondern auch anderer bedeutsamer Texte, die nur im Matthäusevangelium enthalten sind, die nämlich den Primat des Petrus (Mt 16,17–19) betreffen, die Taufformel und den universalen Missionsauftrag der Apostel (Mt 28, 19 f.), das Glaubensbekenntnis der Apostel zur Gottheit Christi (Mt 14,33), und ähnlicher Texte, explizit als unbegründet abgewiesen werden sollte? Ja.

1912 wurde außerdem die Hypothese einer Logienquelle und die Zweiquellentheorie verworfen.
Bis zum Zweiten Weltkrieg kontrollierte laut Franz Annen „die Bibelkommission die katholische Exegese weiterhin sehr wirkungsvoll und verhinderte jede offene wissenschaftliche Debatte.“ Friedrich Wilhelm Maier vertrat in seinem Kommentar Die drei älteren Evangelien 1912 die Zweiquellentheorie und widersprach dem damaligen Konsens der katholischen Exegese, das Markusevangelium sei abhängig von einem aramäischen Matthäusevangelium. Das insgesamt konservative Werk wurde deshalb auf den Index librorum prohibitorum gesetzt. Maier erhielt keine Lehrerlaubnis (recedat a cathedra) und verzichtete 17 Jahre lang auf jede Publikation, gelangte aber schließlich doch zu einer neutestamentlichen Professur in Breslau, später in München.
Mit der Enzyklika Divino afflante spiritu ermutigte Papst Pius XII. die katholischen Exegeten 1943, alle Hilfsmittel zu gebrauchen, um „die Absicht der alten Schriftsteller und ihre Form und Kunst zu denken, zu erzählen und zu schreiben besser kennen zu lernen.“ Das Päpstliche Bibelinstitut, gegründet zur Abwehr der historisch-kritischen Methode, wandelte sich unter Kardinal Augustin Bea „zu einer der profiliertesten Stätten historisch-kritischer Forschung im Raum der katholischen Bibelwissenschaft.“ Das Verdienst, die Zweiquellentheorie in der katholischen Exegese durchgesetzt zu haben, wird Josef Schmid zugeschrieben. Bereits 1930 hatte er über dieses Thema promoviert; in der Reihe Regensburger Neues Testament betreute er mehrere Auflagen von Kommentaren zu den synoptischen Evangelien und wirkte darauf hin, dass Fragestellungen der Literar-, Form- und Traditionskritik von der Zensur zunehmend akzeptiert wurden.
Um die Mitte der 1950er Jahre setzte die redaktionsgeschichtliche Arbeit an den Synoptikern ein. Der Sammelband von Günther Bornkamm, Gerhard Barth und Heinz Joachim Held Überlieferung und Auslegung im Matthäusevangelium (1960) enthält einen Aufsatz und eine Interpretation der Sturmstillungs-Perikope aus der Hand Bornkamms; der größte Teil des forschungsgeschichtlich bedeutenden Bandes entfällt auf die Studien seiner Heidelberger Doktoranden Barth (zum Thema Gesetz) und Held (zum Thema Wunder). Die Autoren verstanden Matthäus übereinstimmend als Judenchristen, der „antijudaistisch, aber nicht antisynagogal“ eingestellt sei. Mit Gerhard Barth nahmen viele Exegeten an, dass Matthäus einen Zweifrontenkrieg kämpfe: gegen pharisäischen Legalismus außerhalb und gegen antinomistische Tendenzen innerhalb der eigenen Gemeinde. Reinhart Hummel, ein akademischer Schüler von Eduard Lohse, führte die Linie der judenchristlichen Interpretation weiter (Die Auseinandersetzung zwischen Kirche und Judentum im Matthäusevangelium, 1963).
Die Redaktionskritik fragte, auf welche Leserschaft und welche Situation hin Matthäus den Stoff in der für ihn charakteristischen Weise bearbeitet hatte. William D. Davies, The Setting of the Sermon on the Mount (1964), datierte wie viele Exegeten das Matthäusevangelium in die Jahre nach dem Ende des Jüdischen Krieges. Aber er stellte zusätzlich eine Verbindung zur Synode von Jabne her, einer hypothetischen Zusammenkunft rabbinischer Autoritäten, bei der nach damaliger Forschermeinung die Judenchristen aus der Synagoge ausgeschlossen wurden. Das Matthäusevangelium und besonders die Bergpredigt seien „eine christliche Antwort auf Jamnia.“ Davies bot damit mehr als ein interessantes Szenario für die Abfassungssituation an: Durch seinen Beitrag wurde aus dem Sammler und Kompilator der Theologe Matthäus. Indes brachte Georg Strecker bereits bei seiner Rezension dieser Studie 1966/67 kritische Anfragen vor, die Ulrich Luz rückblickend bestätigte: die konstruierten Verbindungen zwischen Matthäus und Jamnia seien schwach, aber „vor allem bedürfte m. E. ‚Jamnia‘ selbst einiger Entmythologisierung: In Wirklichkeit ‚verdichtet‘ D[avies] mit diesem Wort eine mehrere Jahrzehnte dauernde, komplexe Entwicklung im Judentum.“
Georg Strecker vertrat die Gegenposition zur Bornkamm-Schule (Der Weg der Gerechtigkeit, 1962): Zwar seien im Buch judenchristliche Traditionen verarbeitet, aber die Endredaktion des Matthäusevangeliums sei in einer heidenchristlichen Gemeinde erfolgt; auch Matthäus (der Endredaktor) sei Heidenchrist. Wolfgang Trilling (Das wahre Israel, 1959) kam zu einer ähnlichen These, die er so formulierte: „Matthäus als der Endredaktor denkt entschieden heidenchristlich-universal.“ Trilling war ein akademischer Schüler von Friedrich Wilhelm Maier. Er las das Matthäusevangelium von seinem Ende (dem Missionsbefehl) her und verstand es als ein eminent kirchliches Buch: die Kirche sei das wahre Israel. Mt 21,43  war der Schlüsseltext für Trillings These, Matthäus lehre, dass „das alte Israel, welches schuldig geworden sei, abgetan ist.“ Forschungsgeschichtlich bedeutend war, dass Trilling mit diesem mehrfach aufgelegten Werk die Redaktionskritik in der nach dem Zweiten Vatikanischen Konzil aufblühenden katholischen Exegese etablierte. Die Entgegensetzung von Tradition und Redaktion, mit der Strecker und Trilling Matthäus zu einem Heidenchristen machten, wird heute so nicht mehr vertreten.
In den 1970er Jahren traten Exegeten mit Monographien zu Matthäus hervor, die später größere Kommentare vorlegten: Alexander Sand, Hubert Frankemölle und Eduard Schweizer. Ulrich Luz, ein akademischer Schüler Schweizers, veröffentlichte Arbeiten zu Jüngerschaft (1971) und Gesetzeserfüllung (1978) bei Matthäus. Unterdessen wirkte der christlich-jüdische Dialog auf die neutestamentliche Exegese ein: „Im Unterschied zu den früheren Auslegungen ist in den großen Kommentaren der achtziger und neunziger Jahre bei U. Luz, J. Gnilka, A. Sand und H. Frankemölle der Bezug auf Israel ständig präsent.“
1982 erschien der Matthäuskommentar des evangelikalen Exegeten Robert H. Gundry, eines Unterzeichners der Chicago-Erklärung zur Unfehlbarkeit der Bibel. Gundry nahm an, dass einzelne Erzählungen in diesem Evangelium als Midrasch zu verstehen seien und nicht als historische Berichte. Douglas Moo wollte eine solche Interpretation nicht a priori ausschließen, aber Norman Geisler setzte sich an die Spitze einer Kampagne, die den Rücktritt Gundrys aus der Evangelical Theological Society (ETS) forderte. Beim Jahrestreffen der ETS Ende 1983 stimmten mehr als zwei Drittel der Mitglieder für Geislers Antrag. Dass Gundrys Synthese von Evangelikalismus und moderner Bibelwissenschaft (besonders der Redaktionskritik) von zahlreichen anderen evangelikalen Theologen abgelehnt wurde, fand große Aufmerksamkeit.
War zum Beispiel für Ulrich Luz das Matthäusevangelium der Versuch einer judenchristlichen Gemeinde, den kürzlich erfolgten Bruch mit der Synagoge zu verarbeiten und sich danach neu zu orientieren, so gewannen in den 1990er Jahren Stimmen Gewicht, die das Evangelium einer devianten jüdischen Gruppe zuordneten, die um eine Neuausrichtung nach der politischen Katastrophe des Jahres 70 gerungen habe. Anknüpfend an Studien von Andrew Overman und Anthony Saldarini, wird das Matthäusevangelium als ein jüdisches, nicht judenchristliches Buch bezeichnet. Manche Autoren sprechen schon von einem neuen oder entstehenden Konsens (emerging consensus), das Matthäusevangelium als jüdisches Buch zu sehen. Doch wird die Gegenposition mit Nachdruck vertreten. Roland Deines kritisiert, dass bei Saldarini dessen „apologetische[s] Interesse erkenntnisleitende Funktion einnimmt.“ Luz vermittelte zwischen den Positionen, indem er von einem Prozess ausging, der die Matthäusgemeinde aus dem Judentum herausführte. Umstritten sei nur, ob diese Trennung noch im Gange sei (so z. B. Overman, Saldarini) oder ob die matthäische Gemeinde darauf bereits zurückblicke (so z. B. Stanton, Luz). Gerhard Maier sieht Matthäus und seine Gemeinde „noch innerhalb der jüdischen Glaubens- und Rechtsgemeinschaft“, wobei sich aufgrund der von ihm vertretenen Frühdatierung allerdings ein anderer zeitgeschichtlicher Kontext ergibt. John Nolland versteht, ebenfalls in Kombination mit einer Frühdatierung, das Matthäusevangelium als „ein jüdisches Buch einer Gemeinde, die noch ganz ins Judentum hineingehöre.“

## Wirkungsgeschichte
Das Matthäusevangelium hatte sowohl im Judenchristentum als auch in der heidenchristlich dominierten Großkirche eine Vorzugsstellung.

„Es ist eine Tragödie, dass die Art von Christentum, diese reiche jüdische Tradition, die wir bei Matthäus finden, […] nach der Zeit des Matthäus nicht mehr lange Bestand hatte. […] Unser Evangelium … ist gewissermaßen das Dokument einer enttäuschten Hoffnung: sein ökumenisches Ziel, die Einheit von Judenchristen und Heidenchristen, wurde nicht erreicht. […] Denn die Traditionsströme von Juden- und Heidenchristen […] trennten sich voneinander, bis schließlich einer von beiden leider versiegte.“

### Judenchristentum
In judenchristlichen Gruppen der Spätantike galt das Matthäusevangelium als normatives Evangelium. Nach Ulrich Luz sind folgende judenchristliche Schriften maßgeblich vom Matthäusevangelium beeinflusst:
- Nazaräerevangelium als erweiterte Paraphrase des Matthäus-Textes;
- Ebionitenevangelium, es galt zeitweise als Matthäusevangelium und führte matthäische Themen weiter;
- Pseudo-Klementinen;
- Offenbarung des Petrus von Nag Hammadi (gnostisch),
- Didascalia Apostolorum.

Hieronymus schrieb im 4. Jahrhundert, ein Manuskript des hebräischen Matthäusevangeliums sei zu seiner Zeit in der Bibliothek von Caesarea Maritima vorhanden gewesen. Eusebius und Origenes hatten zuvor beide in dieser Bibliothek gearbeitet, ohne ein solches Buch, das sie stark interessiert hätte, nutzen zu können. Zweifel sind daher angebracht. Außerdem hat Hieronymus bei der Gruppe der Nazaräer im syrischen Beroia deren Evangelium einsehen und nutzen können, das dort als das hebräische (vielleicht eher aramäische) Originalmanuskript des Matthäusevangeliums galt. Die Nazaräer waren allerdings eine Gruppe, die im 4. Jahrhundert neu auftauchte.
Nur wenige erhaltene Zitate zeigen die Eigenart dieses Werks. Im folgenden Zusammenhang geht es um eine Heilung eines Mannes mit einer gelähmten Hand am Sabbat:

„In dem Evangelium, das die Nazaräer und die Ebioniten benutzen, das wir neulich in die griechische aus der hebräischen Sprache übersetzt haben und das von den meisten das ursprüngliche [Evangelium] des Matthäus genannt wird, wird dieser Mensch, der die verdorrte Hand hat, als Maurer beschrieben, der mit folgenden Worten um Hilfe bittet: ‚Ich war ein Maurer, der sich mit den Händen den Lebensunterhalt verschaffte. Ich bitte dich, Jesus, daß du mir die Gesundheit wiedergibst, damit ich nicht schimpflich um meine Nahrung bettle.‘“

– Hieronymus: Kommentar zum Matthäusevangelium, zu Mt 12,13 .
Das Urteil der Exegese zu dieser Textfassung ist eindeutig: eine späte narrative Entfaltung des ursprünglich knapperen Textes. Dieter Lührmann schließt aus den Fragmenten des Nazaräerevangeliums, dieses mache „eher den Eindruck einer Rezension des Matthäusevangelium[s] als den eines selbständig erzählten Werks.“

### Großkirche
Ab Mitte des 2. Jahrhunderts wurde das Matthäusevangelium in der Großkirche zum wichtigsten der vier Evangelien. Das Matthäusevangelium diente als „Lehr- und Lesebuch“, das dabei half, den Alltag zu bestehen mit Blick auf das für die nahe Zukunft erwartete Weltende. Die Erstplatzierung im Neuen Testament stellte insbesondere das Markusevangelium in den Schatten, aber auch, mit Ausnahme einiger bekannter Texte, das Lukasevangelium. „Matthäus wurde von der Zeit der Kirchenväter an gleichsam Stimmführer des synoptischen Trios.“ Erzählungen, die auch von Markus und Lukas überliefert wurden, erlangten meist in der Fassung des Matthäusevangeliums die größte Bekanntheit; das wirkt in der Rezeptionsgeschichte bis heute nach.

#### Einzelmotive

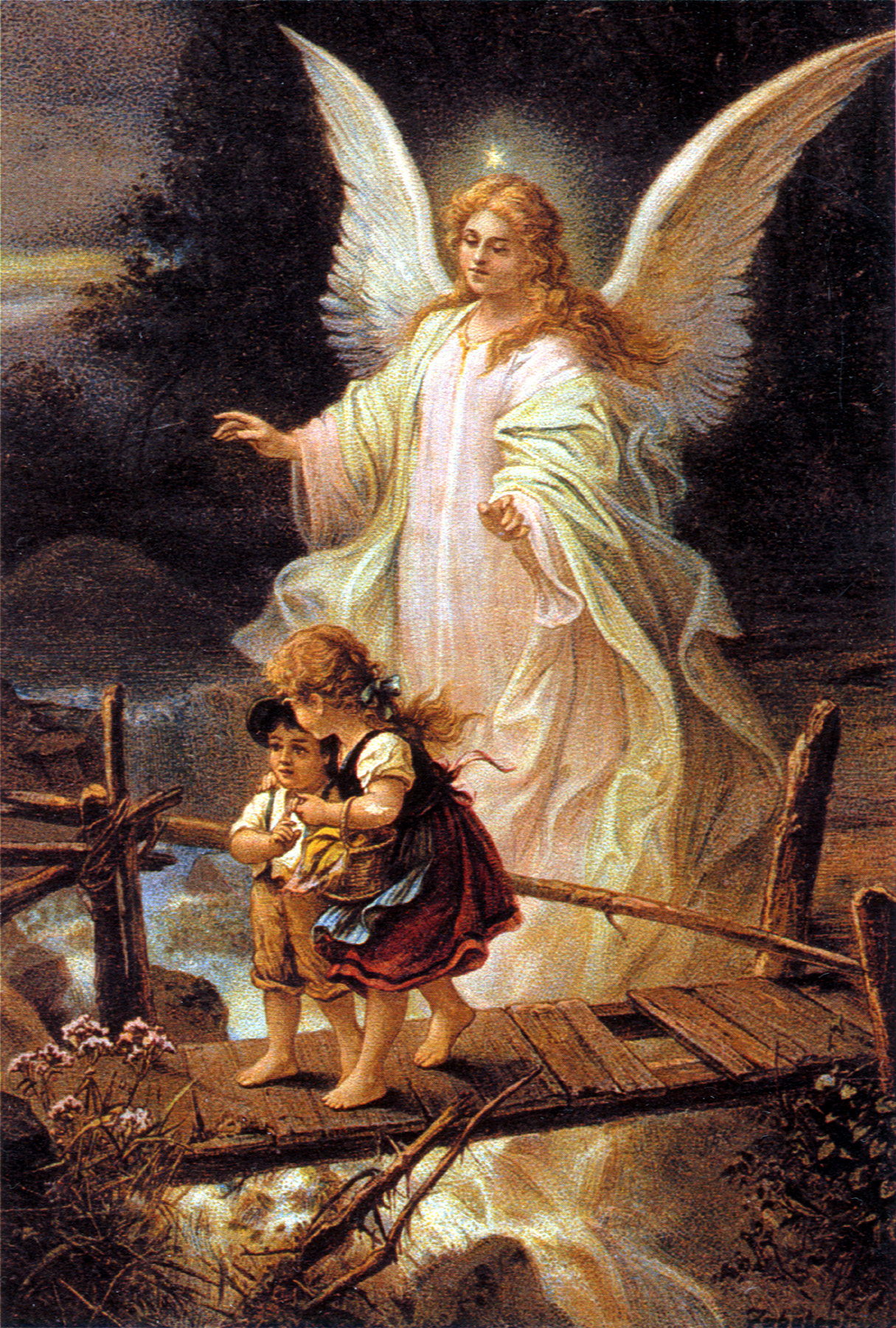
Schutzengelbild (um 1900)

Allerdings wirkte das Matthäusevangelium nicht durch seine Gesamtkonzeption oder bestimmte Grundgedanken, sondern einzelne Texte – Perikopen, Verse, Formulierungen – entfalteten ihre je eigene Wirkungsgeschichte.
Ein Beispiel ist der Glaube an individuelle Schutzengel, der in Mt 18,10  (Sondergut Matthäus) seinen biblischen Bezugspunkt hat. Die Schutzengel-Vorstellung hat wegen ihrer Verwurzelung in Frömmigkeit und Liturgie und wegen ihres mit Mt 18,10 gegebenen biblischen Anhalts in der römisch-katholischen Kirche „den Charakter einer durch das ordentl[iche] Lehramt vorgelegten Wahrheit“, so Leo Scheffczyk. Im 19. Jahrhundert förderte eine bürgerlich beeinflusste Pädagogik Schutzengelfiguren als kindgerechte Trostspender, himmlische Gabenbringer und Beobachter des moralisch richtigen Verhaltens. Im Ersten Weltkrieg wurden Schutzengel gern ins Bild gesetzt als Beistand der Frontsoldaten, der Verwundeten und Sterbenden. Die heutige katholische Religionspädagogik würdigt Schutzengel als kindgemäßen Ausdruck des Gedankens „Gott-mit-uns“, insbesondere in Lebenskrisen.
Ein weiteres bekanntes Motiv aus dem matthäischen Sondergut sind die Sterndeuter aus dem Orient (Mt 2,1–12 ), interpretiert als Heilige Drei Könige. Mit der Übertragung ihrer Reliquien von Mailand nach Köln im Jahr 1164 nahm die Verehrung dieser Heiligen einen Aufschwung. Aus dem Mysterienspiel entwickelte sich vermutlich das Sternsingerbrauchtum. Es ist schon aus dem Mittelalter als Heischebrauch mit mitgeführtem Stern bekannt und hielt sich trotz obrigkeitlicher Verbote in verschiedenen Varianten besonders im Alpenraum. Das Kindermissionswerk „Die Sternsinger“ griff diese Tradition 1958 auf und gab ihr, ab 1961 zusammen mit dem BDKJ, als „Aktion Dreikönigssingen“ eine katechetische, missionarische und entwicklungspolitische Neuausrichtung. In Österreich wurde die Sternsinger-Tradition schon 1955 neu belebt und wird dort von der Katholischen Jungschar Österreich organisiert.

#### Kirchenjahr
Das Messlektionar erhielt in der Karolingerzeit seine feste Gestalt. Sowohl die Wittenberger Reformation als auch die tridentinische Ordnung der Messperikopen führten diese Tradition weiter, die dem Matthäusevangelium ein deutliches Übergewicht gibt: Von 50 Evangelienperikopen für die Sonn- und Feiertage, die den Synoptikern entnommen sind, entfallen 24 auf Matthäus. Zum Beispiel wurde die Perikope vom Einzug Jesu in Jerusalem seit dem 7. Jahrhundert zur Lesung an einem, schließlich am 1. Sonntag im Advent. Dies prägte die Adventsfrömmigkeit im evangelischen Raum, mit der Betonung des „sanftmütigen“ Königs Mt 21,5 , was sich auch in der Kirchenmusik spiegelt.
Die aktuelle Leseordnung der katholischen Kirche wurde nach dem Zweiten Vatikanischen Konzil neu geschaffen. Sie hat die traditionelle Perikopenordnung aufgegeben und folgt stattdessen stärker dem Prinzip der Bahnlesung. Sie ordnet den drei synoptischen Evangelien je ein Lesejahr zu. Im Lesejahr A werden Texte aus dem Matthäusevangelium im Sonntagsgottesdienst gelesen; es kann daher als „Matthäusjahr“ bezeichnet werden.
In der Perikopenordnung 2018 der evangelischen Kirchen in Deutschland sind 24 der 78 ausdrücklich als Evangelienlesungen ausgewiesenen Texte dem Matthäusevangelium entnommen.
Die Lesung des Matthäusevangeliums im orthodoxen Gottesdienst fasst Konstantinos Nikolakopoulos so zusammen: „Im liturgischen Kreis des orthodoxen Kirchenjahres und im Rahmen der ‚lectio continua‘ aller Sonntage stammt fast die Hälfte der vorgesehenen Perikopen aus dem Mt.-Ev. Im Kreis der beweglichen und unbeweglichen Feste herrscht der matthäische Text ungefähr von Juni bis September jedes Jahres.“

#### Bergpredigt
Ulrich Luz zufolge waren es in der Kirchengeschichte immer wieder kleine, marginalisierte Gruppen, die die Bergpredigt wörtlich, bzw. „perfektionistisch“ verstanden: zunächst die Kirche in der vorkonstantinischen Zeit selbst, dann, nachdem sie zur Reichskirche geworden war, das frühe Mönchtum und Autoren, die ihm nahestanden, wie Johannes Chrysostomos. Im Mittelalter vertraten Waldenser, Franziskaner und Katharer ein wörtliches Verständnis der Bergpredigt. In der Reformationszeit war es die Täuferbewegung, später das Quäkertum und der frühe Methodismus. „Für sie alle war das Gebot Gottes ein grundlegendes und unverrückbares Moment ihrer Frömmigkeit und ihres Lebens. Es ist erstaunlich, in welchem Maße man in solchen Gruppen auf Analogien zum matthäischen Entwurf stößt.“

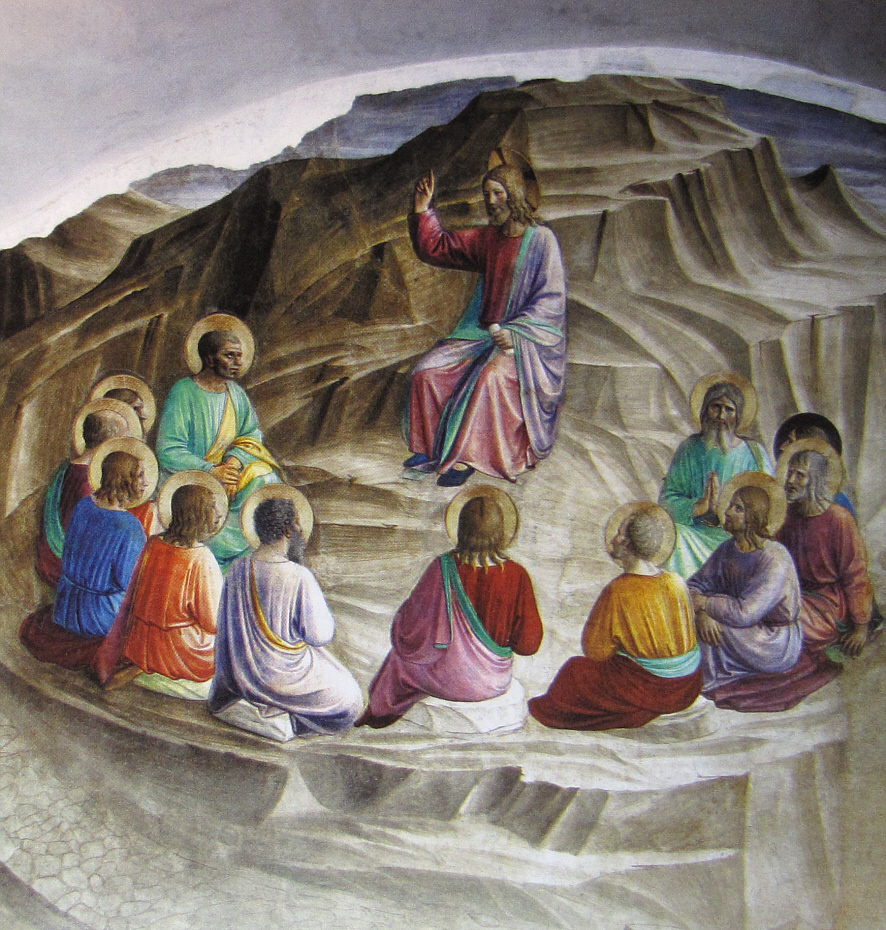
Bergpredigt als Jüngerbelehrung (Fra Angelico, Fresko in einer Zelle des Dominikanerkonvents von San Marco, Florenz, Anfang 15. Jahrhundert)

Die mittelalterliche Auslegung der Bergpredigt wird oft pauschal als Zwei-Stufen-Ethik verstanden, so erläutert Martin Honecker:
- Praecepta sind Gebote, die für alle Christen verbindlich sind (Naturrecht, Zehn Gebote).
- Consilia sind die Gebote der Bergpredigt, die nur von den Vollkommenen erfüllt werden können, insbesondere die drei evangelischen Räte Armut, Keuschheit und Gehorsam. Als Christus diese Gebote lehren wollte, „stieg er auf den Berg hinauf und sprach nicht die unvollkommene Menge, sondern seine Jünger an, die er zum Gipfel der Vollkommenheit zu erheben beschlossen hatte.“ (Bonaventura)

Die Zwei-Stufen-Ethik diente dazu, radikale Auslegungen der Bergpredigt, etwa in den Bettelorden, in die kirchliche Ethik zu integrieren, war also, nach Luz, ein Zugeständnis an diese Kreise. Die mittelalterliche Kirche habe im großen Ganzen den Auslegungstyp der Alten Kirche bewahrt und damit „gleichsam ein Stück Salz der Minderheitskirche in der Volkskirche.“ Thomas von Aquin betonte, dass die Bergpredigt grundsätzlich für jeden Christen gelte und nur peripher in den drei evangelischen Räten an besondere Gruppen gerichtet sei.

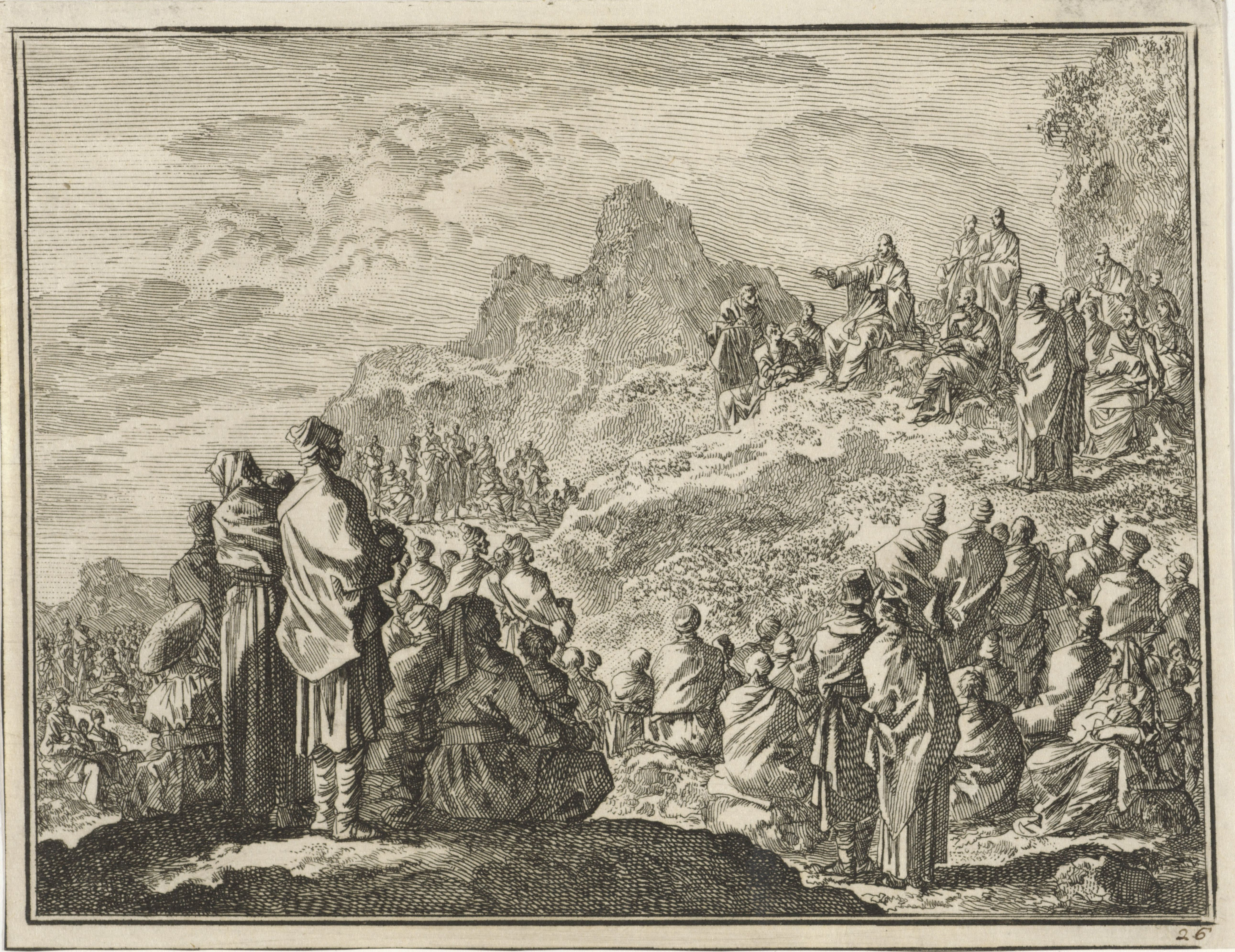
Bergpredigt (Radierung, Jan Luyken, 17. Jahrhundert. Luyken ist vor allem als Illustrator des täuferischen Märtyrerspiegels bekannt)

Martin Luther und Johannes Calvin waren durch die Bergpredigtauslegung der Täufer herausgefordert, denn hier stand auch der eigene Anspruch einer Orientierung an der Bibel (Sola scriptura) auf dem Spiel. „In Protokollen von Verhören und Disputationen mit meist ganz einfachen, theologisch ungebildeten Täufern entdeckt man immer wieder Grundmomente matthäischer Theologie: den Vorrang der Praxis vor der Lehre, den Willen zum Gehorsam, das Ernstnehmen des Einzelgebots, das nicht einfach im Liebesgebot aufgeht, den Willen zur Gestaltung bruderschaftlicher Gemeinschaft.“ Die Reformatoren betonten dagegen, die Bergpredigt sei eigentlich unerfüllbar (die bisherige Exegese hatte das nicht so gesehen). Der für Matthäus wichtige Aspekt der Gemeinde trat bei Luther ganz zurück, der die Bergpredigt in seiner Auslegung immer an den einzelnen Christen gerichtet sein ließ. Dieser Christ hatte nun zu bedenken, wo er für seine eigene Person handelte und wo auch die Interessen des Nächsten durch sein Handeln mit auf dem Spiel standen (Handeln in relatione, z. B. als Eltern oder Amtsträger). Wenn die Konsequenzen des Handelns nur die eigene Person betrafen, galt die Bergpredigt; nur kommt diese Situation im Alltag selten vor. Die Zwei-Reiche-Lehre war nach Luz ein Domestizierungsversuch der Bergpredigt. Daraus folgte für die altlutherische Orthodoxie: „Die Bergpredigt ist kein Weltgestaltungsprogramm, sondern Anleitung zur Gewissenserforschung (lex accusans) …, ein Sündenspiegel, der dem Menschen die totale Verderbnis vorhält.“

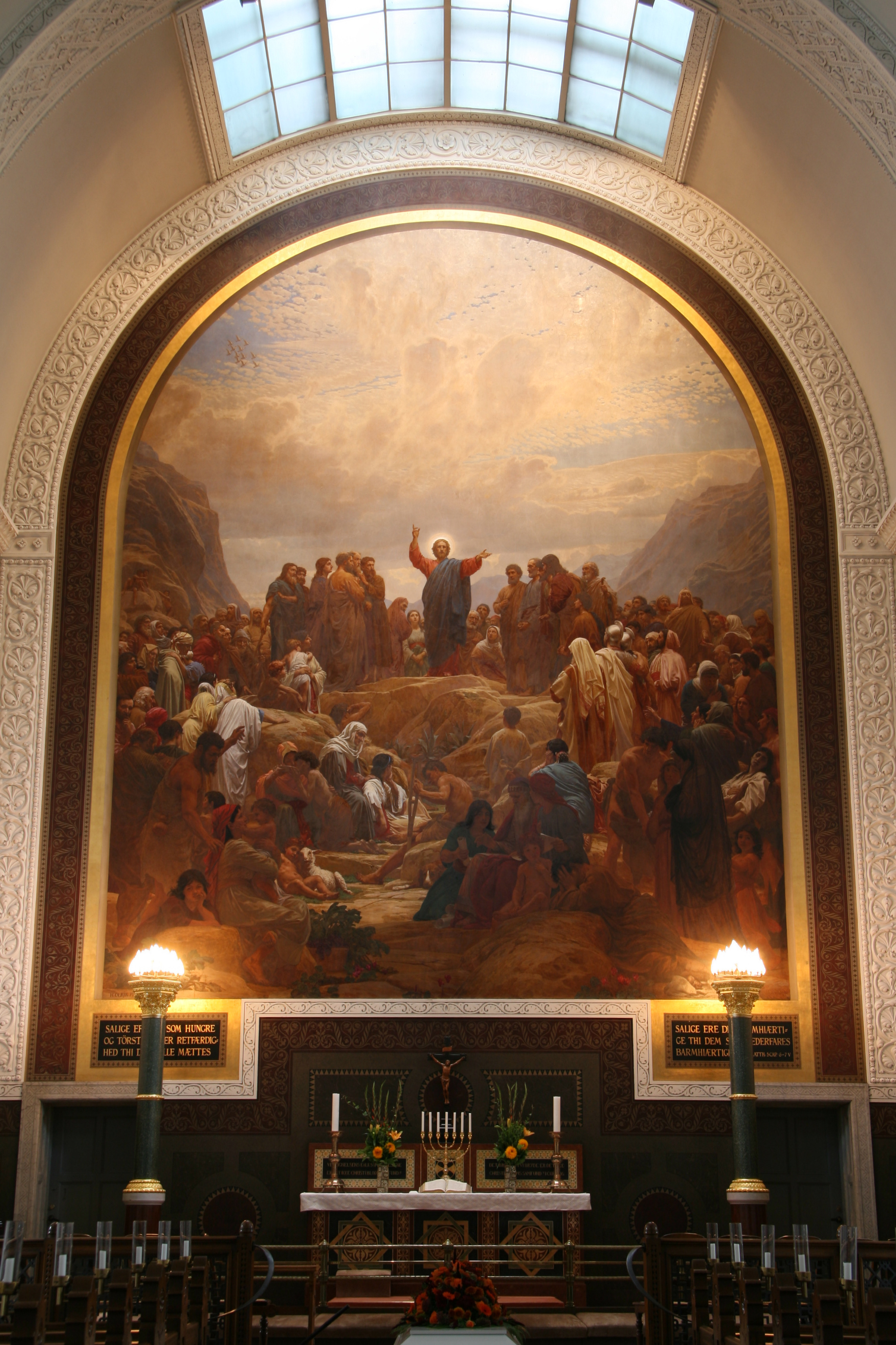
Bergpredigt, Altarbild der Sankt Matthæus Kirke, Kopenhagen (Henrik Olrik, um 1860)

Aufklärung und Liberalismus sahen Jesus Christus vor allem als Verkünder einer neuen Ethik, in diesem Zusammenhang konnte das Christentum geradezu als „Religion der Bergpredigt“ interpretiert werden. Für die Rezeption der Bergpredigt im Kulturprotestantismus ist Friedrich Naumann paradigmatisch: Als junger Pfarrer hatte er die Bergpredigt für ein Programm der Sozialreform beansprucht. 1898 unternahm er eine Palästinareise. Die Straßen waren in schlechtem Zustand, und er malte sich aus, dass das zu biblischen Zeiten wohl auch so gewesen war. „Jesus ging und ritt auf solchen Wegen, ohne etwas für ihre Besserung zu tun! … Das ganze Land hängt von seinen Wegen ab. Wer sozial denken gelernt hat, muß diese Wege als Gegenstand christlichen Handelns ansehen.“ Daraus folgte für Naumann: „Grundlegende Staatsfragen“ können nicht mit der Bergpredigt angegangen werden.
Die liberale Theologie hatte es sich zur Aufgabe gemacht, die ethische Lehre des Nazareners, die dieser „als reines Feuer auf den Altar gebracht“ habe (so Holtzmann 1897), von zeitbedingten Ausdrucksformen wie Messianismus und Eschatologie abzulösen. Albert Schweitzer provozierte die Fachkollegen 1901 durch die Behauptung, dass Jesus von Nazareth die apokalyptischen Erwartungen seiner Zeitgenossen teilte und nur in diesem Horizont verstanden werden könne. Schweitzer stellte in der Bergpredigt eine „Interimsethik“ fest, die er so nicht für sein eigenes Handeln zum Maßstab machte. Er meinte, die Bergpredigt propagiere einen ethischen Heroismus vor dem Hintergrund des nahen Weltendes, sie sei erfüllt vom „Brandgeruch der kosmischen Katastrophe.“ Sowie diese apokalyptische Naherwartung schwinde, sei auch der ethische Heroismus nicht mehr durchzuhalten. Anders Rudolf Bultmann, der eine existentiale Deutung der Bergpredigt vorlegte: sie sei ein Entscheidungsruf, die den einzelnen Christen in das „Jetzt“ weise, wo er dem Nächsten begegne und vor Gott verantwortlich sei. „Nicht was der Christ zu tun hat, sondern daß er sich entscheiden muß, ist ihre Botschaft.“
Lew Nikolajewitsch Tolstoi wagte es, die Bergpredigt als „anarcho-pazifistisches“ Programm mit Gegenwartsbezug zu lesen. Allerdings ging er mit den Evangelien insgesamt und auch mit dem Text der Bergpredigt in künstlerischer Freiheit um. Tolstoi stellte das Gebot des Nicht-Widerstehens in den Mittelpunkt, und indem er es auf die staatliche Rechtsprechung bezog, brachte er eigene negative Erfahrungen mit der russischen Justiz ein, die er z. B. als Friedensrichter gemacht hatte.

„Ich verstand, dass Christus uns keineswegs deshalb unsere andere Wange hinhalten und uns unseren Mantel weggeben heißt, damit wir leiden, sondern dass er sagt, dass wir dem Bösen keinen Widerstand entgegensetzen sollen und dass wir dabei vielleicht auch werden leiden müssen. Genau wie ein Vater, der seinen Sohn auf eine weite Reise schickt, diesem nicht befiehlt, nicht zu schlafen, nass zu werden und zu frieren, wenn er ihm sagt: ‚Geh deines Weges, und wenn du nass wirst und frierst, geh dennoch weiter.‘“

Tolstoi meinte, durch Nicht-Widerstehen werde sich das Böse letztlich totlaufen. Er bezog diesen Grundsatz nicht nur auf das Privatleben, bzw. auf die Gruppe, die auf seinem Landgut in Gleichheit und Gütergemeinschaft wohnte, sondern hatte die gesamte Menschheit und den Weltfrieden im Blick. Dabei lehnte er staatliche Strukturen ebenso ab wie die hierarchisch organisierte Russisch-Orthodoxe Kirche, die ihn 1901 exkommunizierte. Seine sozialethischen Schriften waren in Russland verboten; trotzdem beeinflusste er die pazifistischen religiösen Gemeinschaften der Duchoborzen und Molokanen.
Als Mahatma Gandhi sich für das Neue Testament interessierte, wurde sein Textverständnis stark durch die Lektüre Tolstois geformt, mit dem er auch persönlich Kontakt aufnahm. Von Tolstoi übernahm Gandhi drei Grundgedanken: 1. Selbstkontrolle, 2. Gewaltlosigkeit, 3. Brot-Arbeit; Punkt 2 entstammt Tolstois Bergpredigt-Auslegung.
Dietrich Bonhoeffer polemisierte 1937 in seiner Programmschrift Nachfolge gegen das zeitgenössische Luthertum, dem er eine „billige Gnade“ und „verschleuderte Vergebung“ vorwarf. Sein Gegenentwurf war wesentlich eine Auslegung der Bergpredigt und der matthäischen Aussendungsrede. Ebenso wie Vertreter der Dialektischen Theologie (Eduard Thurneysen, Karl Barth), verstand Bonhoeffer die Bergpredigt christologisch. Sie mache nicht aus sich heraus Sinn als moralische oder mystische Lehre, sondern im Blick auf den, der sie spricht. Sie sei ein Ruf in die Nachfolge. Barth präzisierte 1942 in der Kirchlichen Dogmatik: Die Bergpredigt gebe keine Anweisungen, wie sich ein Christ in einzelnen Situationen des Alltags zu verhalten habe, sondern sie setze einen „Rahmen.“
Autoren der Friedensbewegung lasen die Bergpredigt im 20. Jahrhundert als Beitrag zur politischen Ethik. Martin Honecker sieht im biblischen Text zwar keine Handlungsanweisung, aber eine Beunruhigung des politischen Betriebs: „Sie enthält zwar nicht das Programm einer von allen Menschen gemeinsam zu verantwortenden rationalen Politik des Friedens. Dennoch stellen die Antithesen mit der Infragestellung der Ordnung dieser Welt […] eine Provokation, einen Protest gegen deren faktische Verfaßtheit und Ordnung dar.“

#### Päpstlicher Primat

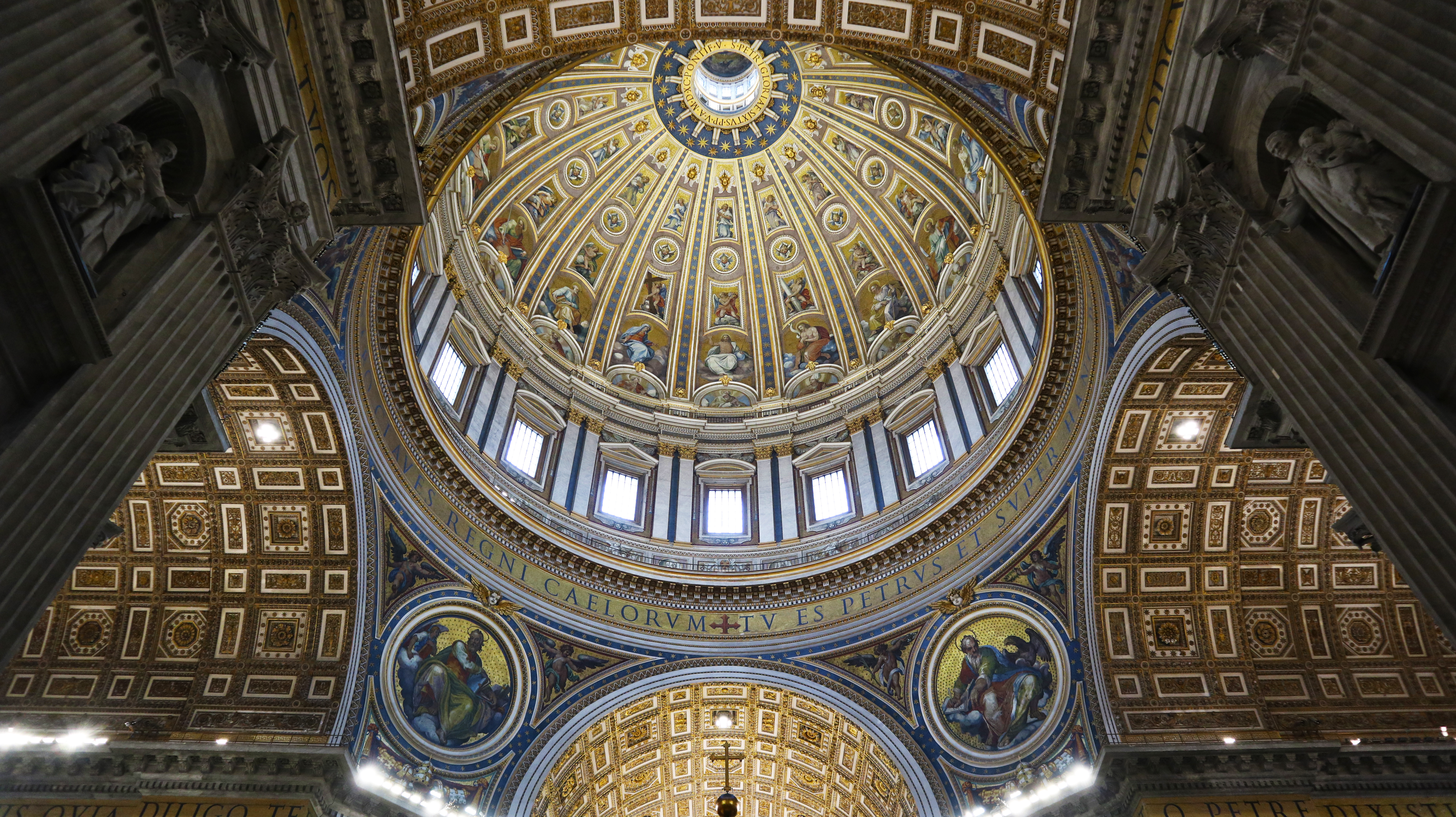
Mt 16,18 als monumentaler Schriftzug in der Kuppel des Petersdoms

Kirchenpolitisch wirksam wurde das Matthäusevangelium vor allem durch das „Felsenwort“ Mt 16,18 .
Einen Führungsanspruch erhob die Ortskirche von Rom schon sehr früh. Aber erst im 3. Jahrhundert berief sie sich auf Mt 16,18 zur Begründung dieses Anspruchs. Im 5. Jahrhundert entfaltete Leo der Große dann den Gedanken, dass der lebendige Petrus (Petrus vivus) in seinen Amtsnachfolgern gegenwärtig sei. Im Decretum Gelasianum dient Mt 16,18 als Begründung dafür, dass der Primat nicht menschlichen, sondern göttlichen Ursprungs sei.
Dagegen stellt Luz einen weitgehenden und konfessionsübergreifenden exegetischen Konsens fest, dass „vom Petrus der Bibel zum Papst in der Ewigen Stadt nur ein qualitativer Sprung führt“; Nachfolger des Petrus habe Matthäus nicht vorgesehen, da Petrus für ihn gerade in seiner Einmaligkeit wichtig sei. Als römisch-katholischer Dogmatiker formuliert Wolfgang Beinert: „Der P[rimat] kann im strengen Sinn historisch-kritisch kaum begründet werden, da da eine hist[orische] Nachf[olge]-Kontinuität zw[ischen] dem bibl[ischen] Petrus u[nd] dem röm[ischen] B[ischo]f nicht nachweisbar ist. Wohl aber läßt er sich in ein Kirchenverständnis integrieren, das aus der Dynamik der Entwicklung auf strukturelle Identität zw[ischen] dem Petrusamt und der Wesensgestalt seiner Verwirklichung im hist[orischen] Papsttum schließt.“

#### Weltgericht

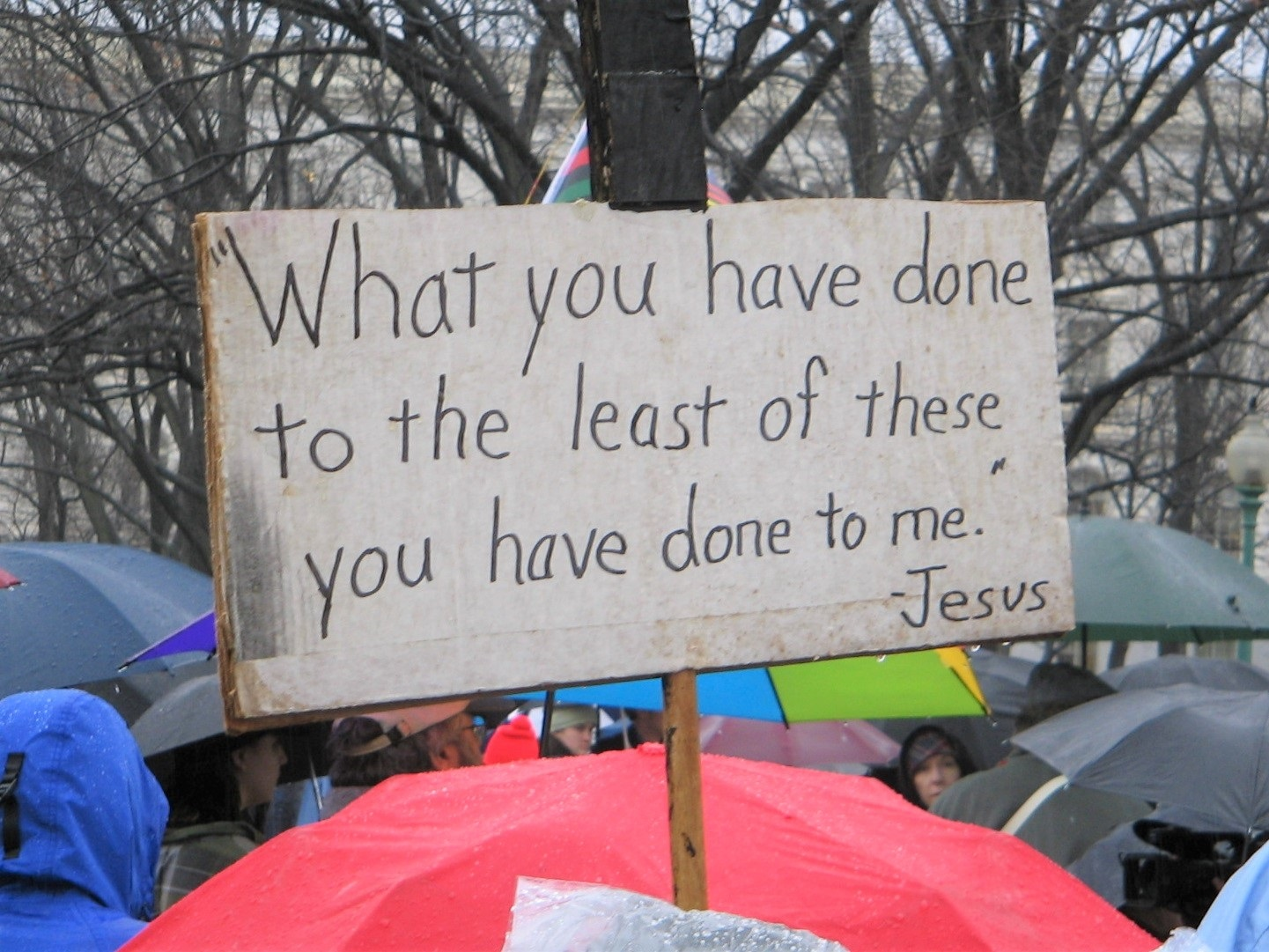
Demonstration gegen die Besetzung des Irak 2003–2011 mit Mt 25,40 (Washington, 7. März 2008)

Für die Perikope vom Weltgericht (Mt 25,31–46 ) existieren drei Deutungstypen.
- Das klassische, bis um 1800 vorherrschende Interpretationsmodell ging davon aus, dass alle Menschen nach den Werken der Barmherzigkeit beurteilt würden, die sie getan oder unterlassen hatten.
- Seit 1800 wurde die Formulierung altgriechisch πάντα τὰ ἔθνη pánta tà éthnē auf „alle Heiden“, bzw. alle Nichtchristen gedeutet. Sie, nicht die Christen, würden nach ihren Taten beurteilt, was dann auch so gewendet werden konnte, dass die Nichtchristen durch gute Werke eine Chance auf das ewige Heil erhielten.
- Ein dritter, ebenfalls erst im 19. Jahrhundert auftretender Interpretationstyp ist heute vorherrschend: Die Brüder und Schwestern von Jesus seien alle notleidenden Menschen, unabhängig von ihrer Religion oder Nationalität.[164]

Eine besondere Pointe dieser Bildrede ist, dass die Menschen bei der Hilfeleistung nicht ahnen, dass sie in ihren notleidenden Mitmenschen Jesus begegnen. Immanuel Kant sah darin eine „Wohltätigkeit an Dürftigen aus bloßen Bewegungsgründen der Pflicht“; die himmlische Belohnung sei nicht Triebfeder des ethischen Handelns, sondern nur „seelenerhebende Vorstellung“. Die liberale Theologie rezipierte diese Argumentation Kants.
Die Perikope vom Weltgericht spielt in der Befreiungstheologie eine wichtige Rolle, und zwar nicht nur für die Ethik, sondern vor allem für die Christologie und die Ekklesiologie. Gustavo Gutiérrez bezeichnet die Perikope als Haupttext der christlichen Spiritualität, der eine zentrale Stellung in den Theologien von lateinamerikanischen und karibischen Autoren habe, und zitiert Óscar Romero: „Es gibt ein Kriterium, das uns wissen läßt, ob Gott uns nahe oder fern ist: Wer immer sich um den Hungernden, Nackten, Armen, Verschwundenen, Gefolterten, Gefangenen, Leidenden kümmert, der ist Gott nahe.“ Für Gutiérrez tritt Christus, indem er sich mit dem Armen identifiziert, in die menschliche Geschichte ein; damit sei die Geschichte aufgewertet als Bewegung auf ein Ziel hin, eine geschwisterliche Gesellschaft. Die Anwesenheit von Christus im Armen interpretiert Gutiérrez als „Gott-mit-uns“ (Immanuel) und Grundmotiv des Matthäusevangeliums. Sie findet sich auch in Dokumenten des lateinamerikanischen Bischofsrates der Generalkonferenzen von Puebla (1979) und von Santo Domingo (1992).
Anhand der Perikope vom Weltgericht wird auch das Versagen der christlichen Kirchen angesichts des Antisemitismus thematisiert: die „geringsten Brüder und Schwestern“ des Nazareners sind Jüdinnen und Juden.

#### Christlicher Antijudaismus

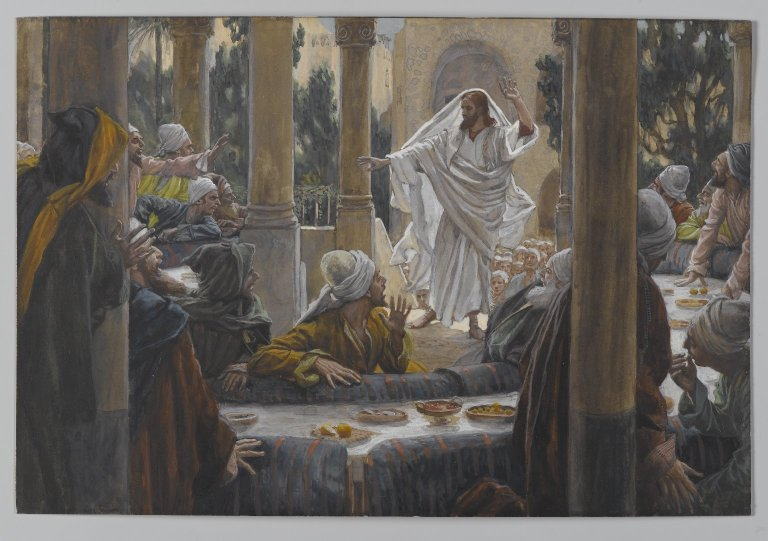
Jesus verwünscht die Pharisäer (James Tissot, vor 1894, Brooklyn Museum)

Als dunkle Seite gehört die Abwertung des Judentums in die Wirkungsgeschichte des Matthäusevangeliums. Insbesondere seine negativen Pauschalurteile über Schriftgelehrte und Pharisäer und seine Darstellung der Passionsgeschichte ließen sich für einen christlichen Antijudaismus benutzen.
Ein Beispiel dafür, wie das Matthäusevangelium jüdische Glaubenspraxis ironisch-karikierend darstellt, ist Mt 6,2 : „Wenn du Almosen gibst, posaune es nicht vor dir her, wie es die Heuchler in den Synagogen und auf den Gassen tun, um von den Leuten gelobt zu werden! Amen, ich sage euch: Sie haben ihren Lohn bereits erhalten.“ Matthäus gebrauchte, so Ulrich Luz, mit dem „Posaunen“ eine gängige Metapher. Aber in der christlichen Exegese sei dieser Satz wortwörtlich aufgefasst worden und habe sich zu der Vorstellung verfestigt, in der Synagoge sei beim Eingang von größeren Geldspenden die Posaune geblasen worden, um die Armen anzulocken. Ohne einen Beleg in der rabbinischen Literatur hielt sich diese Legende ein Jahrtausend lang und findet sich beispielsweise bei Thomas von Aquin, Nikolaus von Lyra, Johannes Calvin und Johann Albrecht Bengel.
Bei Mt 27,25 , der wohl folgenreichsten antijüdischen Aussage im Neuen Testament überhaupt, ist ein Unterschied der Intention des Matthäus und der Rezeption im Lauf der Kirchengeschichte zu konstatieren. Denn Matthäus rechnete mit dem nahen Weltende. Die zurückliegende Zerstörung Jerusalems im Jahr 70 sei für den Evangelisten die Konsequenz des Blutrufs, und er sei damit, laut Luz, auch abgegolten und wirke sich nicht auf eine Verurteilung Israels im Endgericht aus. „Matthäus rechnet nicht mit einem über Jahrhunderte fortbestehenden geschichtlichen ‚Fluch‘“ – weil überhaupt nur noch wenig Zeit bis zum Ende bleibe; in dieser Frist sei aber für Israel auch nichts Positives mehr zu erwarten. Für die Wirkungsgeschichte war aber das jahrhundertelange Fortwirken des Fluchs konstitutiv, wie z. B. ein Klassiker pietistischer Bibelauslegung aus dem 18. Jahrhundert erläutert:

„Da antwortete das ganze Volk und sprach: Sein Blut komme über uns und über unsere Kinder. Das spricht gegen die Juden, deren Nachkommen noch bis auf den heutigen Tag im Elend herumlaufen, wenn auch ihr Zustand etwas leichter ist, als ehedem.“

Das Zweite Vatikanische Konzil distanzierte sich in der Erklärung Nostra aetate 1965 von dieser Geschichtskonzeption: „Obgleich die jüdischen Obrigkeiten mit ihren Anhängern auf den Tod Christi gedrungen haben, kann man dennoch die Ereignisse seines Leidens weder allen damals lebenden Juden ohne Unterschied noch den heutigen Juden zur Last legen.“ Unter den Stellungnahmen aus protestantischen Kirchen, die sich mit dem Blutruf befassten, ist der Bericht der Konsultation der Studienabteilung des Lutherischen Weltbundes Die Bedeutung des Judentums für Leben und Mission der Kirche (1982) zu nennen: „Wir müssen vermeiden, der gottlosen Meinung Glauben zu schenken, das jüdische Volk sei verstoßen, verflucht und für ein Schicksal voller Leiden bestimmt.“
Eine praktische Konsequenz aus Nostra Aetate war, dass Julius Döpfner, Erzbischof von München und Freising, 1970 dem Passionsspiel von Oberammergau die missio canonica verweigerte, weil der Passionsausschuss an dem Blutruf festhielt, der dramatischer Höhepunkt des von Pfarrer Joseph Alois Daisenberger 1860 verfassten traditionellen Spieltextes war. Die Passage wurde für die Aufführung 1980 umgeschrieben, aber erst bei der Jubiläumsaufführung 1984 ganz entfernt. Seit 2000 liegt dem Passionsspiel ein neuer Text zugrunde, der Jesus als jüdischen Rabbi darstellt, das letzte Abendmahl als Pessachfeier. Bei der Verurteilungsszene wird die Menge in ein „Volk A, B, C, D“ geteilt, wobei die letztgenannte Gruppe sich um Nikodemus schart und versucht, die Verurteilung zu verhindern.

### Textausgabe
- Institut für Neutestamentliche Textforschung Münster (Hrsg.): Novum Testamentum Graece (Nestle-Aland). 28., revidierte Ausgabe, Deutsche Bibelgesellschaft, Stuttgart 2012, ISBN 978-3-438-05160-8.

### Hilfsmittel
- Walter Bauer, Kurt Aland: Griechisch-deutsches Wörterbuch zu den Schriften des Neuen Testaments und der frühchristlichen Literatur. Walter de Gruyter, 6., völlig neu bearbeitete Auflage, Berlin u. a. 1988, ISBN 978-3-11-010647-3.
- Kurt Aland (Hrsg.): Synopsis quattuor evangeliorum. Locis parallelis evangeliorum apocryphorum et patrum adhibitis. Deutsche Bibelgesellschaft, 15. Auflage Stuttgart 1996, ISBN 978-3-438-05130-1.

### Überblicksdarstellungen
- Martin Ebner: Das Matthäusevangelium. In: Martin Ebner, Stefan Schreiber (Hrsg.): Einleitung in das Neue Testament. Kohlhammer, Stuttgart 2008, S. 125–153.
- Ulrich Luz: Matthäusevangelium. In: Religion in Geschichte und Gegenwart (RGG). 4. Auflage. Band 5, Mohr-Siebeck, Tübingen 2002, Sp. 916–920.
- Serge Ruzer: Art. Matthäus-Evangelium. In: Reallexikon für Antike und Christentum, Band 24, Hiersemann, Stuttgart 2012, Sp. 410–433.
- Alexander Sand: Matthäusevangelium. In: Walter Kasper (Hrsg.): Lexikon für Theologie und Kirche. 3. Auflage. Band 6. Herder, Freiburg im Breisgau 1997, Sp. 1479–1482.
- Udo Schnelle: Einleitung in das Neue Testament. UTB 1830. Vandenhoeck & Ruprecht, 8., neubearbeitete Auflage Göttingen 2013, ISBN 978-3-8252-1830-0, S. 287–309.

### Kommentare
- Dale C. Allison, Jr., William David Davies: A Critical and Exegetical Commentary on the Gospel According to Saint Matthew. 3 Teilbände. International Critical Commentary. T. & T. Clark, Edinburgh 1988–1997 (neben Luz der herausragende Matthäuskommentar).
  - Band 1: Introduction and Commentary on Matthew I – VII. 1988, ISBN 978-0-567-09481-0.
  - Band 2: Commentary on Matthew VIII–XVIII. 1991, ISBN 978-0-567-08365-4.
  - Band 3: Commentary on Matthew XIX–XXVIII. 1997. 2. Aufl. 2001, ISBN 0-567-08518-X.
- Margaret Davies: Matthew (= Readings: A New Biblical Commentary). Sheffield Phoenix Press, Sheffield 1993 (Reprint 2009), ISBN 978-1-906055-04-2 (narrative Exegese).
- Peter Fiedler: Das Matthäusevangelium (= Theologischer Kommentar zum Neuen Testament. Band 1). Kohlhammer, Stuttgart 2006, ISBN 3-17-018792-9.
- Hubert Frankemölle: Matthäus. Kommentar. 2 Bände. Patmos, Düsseldorf 1994. 1997 (rezeptionsästhetisch orientiert).
  - Band 1: ISBN 3-491-77948-0.
  - Band 2: ISBN 3-491-77026-2.
- Joachim Gnilka: Das Matthäusevangelium (= Herders theologischer Kommentar zum Neuen Testament. Band 1) 2 Teilbände. Herder, Freiburg i. Br. 1986/1988
  - Band 1: Kommentar zu Kap. 1,1–13,58. 1986. 3. Auflage 1993, ISBN 3-451-20315-4.
  - Band 2: Kommentar zu Kap. 14,1–28,20 und Einleitungsfragen. 1988. 2. Auflage 1992, ISBN 3-451-20316-2.
- Robert H. Gundry: Matthew. A Commentary on His Handbook for a Mixed Church under Persecution. Eerdmans, Grand Rapids (1982) 2. Auflage 1994, ISBN 0-8028-0735-6.
- Donald A. Hagner: Matthew (= Word Biblical Commentary. Band 33A/B). 2 Teilbände, Word Books, Dallas 1993–1995, ISBN 0-8499-0232-0
  - Band 1: Matthew 1–13. 1993
  - Band 2: Matthew 14–28. 1995
- Craig S. Keener: The Gospel of Matthew: a socio-rhetorical commentary. Eerdmans, Grand Rapids 2009, ISBN 978-0-8028-6498-7.
- Matthias Konradt: Das Evangelium nach Matthäus (= Das Neue Testament Deutsch. Band 1 der Neubearbeitung), Vandenhoeck & Ruprecht, Göttingen 2015, ISBN 978-3-525-51341-5.
- Ulrich Luck: Das Evangelium nach Matthäus (= Zürcher Bibelkommentare.NT. Band 1). TVZ, Zürich 1993, ISBN 3-290-10922-4.
- Ulrich Luz: Das Evangelium nach Matthäus (= Evangelisch-Katholischer Kommentar. Band 1). 4 Teilbände, Benziger, Zürich / Neukirchener Verlag, Neukirchen-Vluyn 1985–2002 (neben Allison/Davies der detaillierteste wissenschaftliche Matthäuskommentar).
  - Band 1: Mt 1–7. 1985. 5. völlig neu bearbeitete Auflage 2002, ISBN 3-7887-1829-3.
  - Band 2: Mt 8–17. 1990. 3. Auflage 1999, ISBN 3-7887-1571-5.
  - Band 3: Mt 18–25. 1997, ISBN 3-7887-1580-4.
  - Band 4: Mt 26–28. 2002, ISBN 3-7887-1681-9.
- Gerhard Maier: Das Evangelium des Matthäus. Historisch-Theologische Auslegung (Kommentarreihe) 2 Teilbände, SCM R. Brockhaus, Witten 2015–2017.
  - Band 1: Kapitel 1–14. 2015, ISBN 978-3-417-29730-0.
  - Band 2: Kapitel 15–28. 2017, ISBN 978-3-417-29733-1.
- John Nolland: The Gospel of Matthew (= New International Greek Testament Commentary. Band 1) Eerdmans, Grand Rapids 2005, ISBN 0-8028-2389-0.
- Wolfgang Wiefel: Das Evangelium nach Matthäus (= Theologischer Handkommentar zum Neuen Testament. Band 1). Evangelische Verlagsanstalt, Leipzig 1998, ISBN 3-374-01639-1.

### Monographien, Sammelbände und Zeitschriftenartikel
- Matthias Berghorn: Die Genesis Jesu Christi aber war so ... Die Herkunft Jesu Christi nach dem matthäischen Prolog (Mt 1,1-4,16), V&R unipress, Göttingen 2019, ISBN 3-8471-0954-5.
- Günther Bornkamm, Gerhard Barth, Heinz Joachim Held: Überlieferung und Auslegung im Matthäusevangelium. (= Wissenschaftliche Monographien zum Alten und Neuen Testament. Band 1). 2. Auflage Neukirchener Verlag, Neukirchen 1961.
- Edwin K. Broadhead: The Gospel of Matthew on the Landscape of Antiquity (= Wissenschaftliche Untersuchungen zum Neuen Testament. Band 378). Mohr Siebeck, Tübingen 2017, ISBN 978-3-16-154454-5.
- Hubert Frankemölle: Jahwe-Bund und Kirche Christi. Studien zur Form- und Traditionsgeschichte des „Evangeliums“ nach Matthäus (= Neutestamentliche Abhandlungen, Neue Folge. Band 10). Aschendorff, Münster (1972) 2. Auflage 1984, ISBN 3-402-03632-0.
- Jack Dean Kingsbury: Matthew as Story. Fortress Press, 2. Auflage, Philadelphia 1988, ISBN 0-8006-1891-2 (narrative Exegese).
- Rainer Kampling (Hrsg.): „Dies ist das Buch …“ Das Matthäusevangelium. Interpretation – Rezeption – Rezeptionsgeschichte. Für Hubert Frankemölle. Schöningh, Paderborn/München 2004, ISBN 3-506-71708-1. (Digitalisat)
- Matthias Konradt: Israel, Kirche und die Völker im Matthäusevangelium (= Wissenschaftliche Untersuchungen zum Neuen Testament. Band 215), Mohr Siebeck, Tübingen 2007, ISBN 978-3-16-149331-7.
- Matthias Konradt: Studien zum Matthäusevangelium (= Wissenschaftliche Untersuchungen zum Neuen Testament. Band 358). Mohr Siebeck, Tübingen 2016, ISBN 978-3-16-153886-5.
- Amy-Jill Levine (Hrsg.): A Feminist Companion to Matthew (= The Feminist Companion to the New Testament and Early Christian Writings. Band 1). Sheffield Academic Press, Sheffield 2001, ISBN 1-84127-211-6 (feministische Exegese).
- Ulrich Luz: Der Antijudaismus im Matthäusevangelium als historisches und theologisches Problem. Eine Skizze. In: Evangelische Theologie 53 (1993), Heft 4, S. 310–327. (1993)
- Graham N. Stanton: Studies in Matthew and Early Christianity (= Wissenschaftliche Untersuchungen zum Neuen Testament. Band 309). Mohr Siebeck, Tübingen 2013, ISBN 978-3-16-152543-8.
- Georg Strecker: Der Weg der Gerechtigkeit: Untersuchung zur Theologie des Matthäus (= Forschungen zur Religion und Literatur des Alten und Neuen Testaments. Band 82). Vandenhoeck & Ruprecht, Göttingen 1962 (Digitalisat)

### Forschungsgeschichte
- Joachim Lange (Hrsg.): Das Matthäus-Evangelium (= Wege der Forschung. Band 525). Wissenschaftliche Buchgesellschaft, Darmstadt 1980, ISBN 3-534-07508-0 (Sammelband, der die wichtigsten Aufsätze bis 1980 enthält).
- Alexander Sand: Das Matthäus-Evangelium (= Erträge der Forschung. Band 275). Wissenschaftliche Buchgesellschaft, Darmstadt 1991, ISBN 3-534-10878-7.
- Graham N. Stanton: On the Origin and Purpose of Matthew’s Gospel. Matthean Scholarship from 1945 to 1980. In: Aufstieg und Niedergang der römischen Welt II.25.3 (1985), S. 1889–1951.
- Frans Neirynck, J. Verheyden, R. Corstjens: The Gospel of Matthew and the Sayings Source Q. A Cumulative Bibliography 1950–1995 (= Bibliotheca Ephemeridum Theologicarum Lovaniensium. Band 140 A&B). 2 Teilbände, Peeters, Leuven 1999, ISBN 978-90-429-0715-7.